# Liste des espèces encyclopédiques de Star Wars
Vous lisez un « bon article » labellisé en 2021.
La liste des espèces encyclopédiques de Star Wars recense les noms et les présentations simplifiées des principales espèces intelligentes, animales et végétales de la saga cinématographique et entièrement ou en grande partie centrées sur la présentation des espèces dans des encyclopédies comme The New Essential Guide to Alien Species (2006) de Ann Margaret Lewis et Helen Keier, l'Ultimate Star Wars (2015) de Ryder Windham et sa nouvelle édition (2021), L'Atlas (2016) de Daniel Wallace et Jason Fry, L'Encyclopédie visuelle (2017) de Tricia Barr, Adam Bray et Cole Horton, ou Alien archive (2019) de Katrina Pallant et Nathalie Clubb. Les espèces non présentes dans ces encyclopédies, même si elles sont considérées par certains comme importantes, sont exclues du recensement.
Star Wars compte un nombre important d'espèces extraterrestres. Elles sont issues de sa série de films mais aussi des très nombreuses déclinaisons de l'univers en séries télévisées, romans, bandes dessinées et jeux vidéo. Parmi les plus connues, il y a l'humain, la plus représentée dans la galaxie, la mystérieuse espèce de Yoda, l'ewok, comparable à un petit ourson, ainsi que le grand et puissant wookiee. Deux êtres originaires de Tatooine sont également connus, il s'agit du tusken et du jawa.

## Univers

Un sabre laser bleu, arme des Jedi et un sabre laser rouge, arme des Sith.

L'univers de Star Wars se déroule dans une galaxie habitée par des humains et de nombreuses espèces extraterrestres. Elle est le théâtre d'affrontements entre les chevaliers Jedi et les seigneurs noirs des Sith, personnes sensibles à la Force, un champ énergétique mystérieux leur procurant des pouvoirs psychiques. Les Jedi maîtrisent le côté lumineux de la Force, pouvoir bénéfique et défensif, pour maintenir la paix dans la galaxie. Les Sith utilisent le côté obscur, pouvoir nuisible et destructeur, pour leurs usages personnels et pour dominer la galaxie.
Depuis le rachat de la société Lucasfilm par la Walt Disney Company, il existe deux univers Star Wars : le « Légendes » et l'« Officiel ». Ils ont pour point commun les six premiers films et la série télévisée The Clone Wars. L'univers Légendes reprend en plus les histoires complémentaires présentées dans des livres, des bandes dessinées, des téléfilms ou des jeux sortis avant 2014. L'univers Officiel reprend, lui, les histoires des films et des autres supports parus depuis 2014,.

## Chronologie

### Chronologie commune
Pour ramener la paix dans la galaxie, une République galactique a été fondée avec pour capitale la planète Coruscant, elle regroupe de nombreux mondes et espèces différents. Mais, elle est secouée par des invasions planétaires (La Menace fantôme), des sécessions et la guerre dite « des clones » (L'Attaque des clones) qui met en péril la survie de nombreuses espèces sur les mondes touchés par le conflit (film The Clone Wars et série The Clone Wars),. Pour y mettre fin, la République est remplacée en 19 av. BY par un Empire galactique autoritaire et discriminatoire (La Revanche des Sith). Cette nouvelle entité est dirigée par le Sith Palpatine et son apprenti Dark Vador. Son armée est presque uniquement composée d'humains,.
Mais après plusieurs années, la brutalité du régime provoque l'apparition d'une opposition armée réunissant de nombreuses espèces : l'Alliance rebelle. Une guerre civile galactique débute, l'Empire se dote d'une arme surpuissante : l’Étoile de la mort. Il l'utilise pour détruire Alderaan et tous les êtres qui y vivent. L'immense station spatiale est détruite lors de la bataille de Yavin (Un nouvel espoir). En 3 ap. BY, Dark Vador contre-attaque en détruisant la base principale des rebelles sur la planète Hoth (L'Empire contre-attaque). L'Alliance, bien que dispersée, n'est cependant pas vaincue. Un an plus tard, en 4 ap. BY, l'Alliance remporte une grande victoire en détruisant une seconde station spatiale et en éliminant l'empereur Palpatine et Vador lors de la bataille d'Endor (Le Retour du Jedi).

### Chronologie «Légendes»
En complément aux évènements se déroulant entre 32 av. BY (La Menace fantôme) et 4 ap. BY (Le Retour du Jedi), l'univers « Légendes » développe le passé et le futur de la saga.
Le passé s'étend jusqu'en 5 000 000 000 av. BY, période durant laquelle la galaxie de Star Wars se forme. Certains évènements brutaux permettent l'apparition d'une forme de vie intelligente, comme la chute d'un astéroïde sur Vinsoth en 3 000 000 av. BY qui permet aux espèces ayant survécu d'évoluer et de devenir des chevins. Les Célestes sont la première espèce à pratiquer les voyages interstellaires vers 100 000 av. BY. Il disparaissent en 30 000 av. BY quand l'Empire infini des Rakatas se développe. À son apogée, cet empire déplace de nombreuses espèces, notamment les Killiks, et transforme des écosystèmes entiers, comme la verdoyante Tatooine qui devient désertique,. En 25 000 av. BY, la technologie de l'hyperespace est découverte, les humains originaires de Coruscant commencent à coloniser d'autres mondes, notamment Alderaan,. Peu après, la République galactique est créée, c'est le début de la période nommée « Ancienne République »,. Durant ce moment de prospérité parsemés de quelques conflits, la plupart des espèces peuvent se déplacer presque partout dans la galaxie,.
Le futur, nommé période de la « Nouvelle République », raconte l'histoire galactique après la mort de l'empereur Palpatine. Malgré la chute de l'Empire galactique et l'instauration de la Nouvelle République, la vie dans la galaxie connait de nombreuses heures sombres. En 7 ap. BY, d'anciens impériaux libèrent le virus krypto, mortel pour les non-humains, sur Coruscant. Vers 23-24 ap. BY, un groupe du nom d'« Alliance de la diversité » souhaite que l'espèce humaine soit éradiquée, des génocides ont lieu un peu partout dans la galaxie. Le pire a lieu en 25 ap. BY quand une nouvelle espèce pénètre dans la galaxie, les Yuuzhan Vong, ses membres détruisent des planètes entières et entament la terraformation de Coruscant, exterminant les formes de vie déjà présentes. Ils sont finalement repoussés en 29 ap. BY, ce qui permet à certaines espèces qui avaient pratiquement disparu depuis plusieurs millénaires, comme les Killiks, de se développer sur des mondes laissés vierges.

### Chronologie «Officiel»
La nouvelle chronologie « Officiel » revisite certaines périodes déjà abordées par la chronologie « Légendes » notamment le futur dans la période de la « Nouvelle République » où le Premier Ordre, un nouveau régime totalitaire plus ou moins issu de l'Empire galactique s'attaque à la Nouvelle République. La guerre entre ces deux régimes voit la destruction de nombreux mondes. En 34 ap. BY, le Premier Ordre détruit plusieurs planètes de la Nouvelle République, dont la capitale, éradiquant toutes les formes de vie qui s'y trouvent. La Résistance, bras armé de la Nouvelle République, contre-attaque en anéantissant le monde sur lequel se trouve l'arme (Le Réveil de la Force). Tandis qu'il élimine la flotte et la principale base opérationnelle de la Résistance, le Premier Ordre asservit de nombreuses espèces dans toute la galaxie (Les Derniers Jedi). Les humains sont notamment obligés de s’enrôler dans son armée. Ce n'est qu'en 35 ap. BY, après la destruction du Premier Ordre devenu Dernier Ordre sur Exegol, que la paix et la prospérité sont rétablies dans la galaxie (L'Ascension de Skywalker).

## Popularité
Depuis le rachat de Lucasfilm par Disney, les espèces sont souvent mises en avant dans des classements réalisés par la presse afin de les présenter aux lecteurs méconnaissant la saga Star Wars. Les espèces les plus puissantes, intéressantes ou celles jugées importantes à connaître sont régulièrement les mêmes. Les plus souvent en haut des listes sont les wookiees, l'espèce de Yoda et l'Humain. Viennent ensuite les Hutt, les Sith, les Yuuzhan Vong, les Chiss, les Zabrak, les Ewok, les Tusken et les Jawa. Les autres espèces habituées à figurer dans ces classements sont les Twi'Lek, les Mon Calamari, les Togruta et les Gungan,,,,,,,.

## Concept et création
Dans l'ensemble, beaucoup d'espèces de Star Wars sont inspirées de la biodiversité terrestre, seule référence connue. Le sarlacc est conçu comme une sorte de plante carnivore. Le mudhorn est quant à lui basé sur la licorne de Sibérie. Certaines trouvent leur origine dans des légendes, comme le wampa qui évoque le yéti.

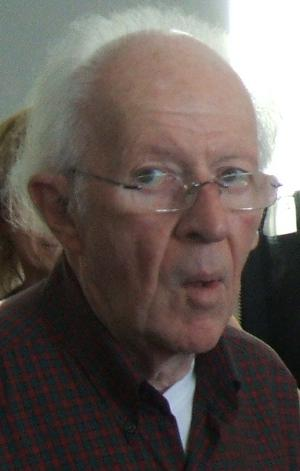
Ralph McQuarrie, illustrateur à l'origine de diverses espèces de Star Wars

Certaines espèces ont été créées à partir d'un seul spécimen placé en arrière-plan dans la cantina d'Un nouvel espoir ou dans le palais du Retour du Jedi, à Tatooine. George Lucas a ainsi fait en sorte que 80 individus, majoritairement de nouvelles espèces, soient inclus dans les scènes se déroulant dans le palais de Jabba. On peut citer le Gran Ree-Yees ou les Yarkora Saelt-Marae par exemple.
D'autres espèces ont été conçues à partir d'espèces déjà créées dans l'univers Star Wars auparavant. Ainsi, le nom « Ewok » a été créé par George Lucas à partir du verlan de celui du Wookiee tandis que les premiers croquis des Neimodiens ont quant à eux été utilisés pour former les Géonosiens. En outre, les ébauches de représentation du wookiee pour Un nouvel espoir ont été reprises pour créer le lasat,.
Des espèces sont créées à partir d'un personnage introduit dans la saga. Ainsi, l'espèce de Dark Maul, les zabraks, devit d'abord arborer des plumes. Cependant, alors que Ray Park, l'acteur qui interprète Maul, est maquillé pour le rôle, les maquilleurs prennent les plumes du dessin qui leur sert de modèle pour des cornes. Ainsi, l'espèce de Maul porte des cornes sur la tête.
Une espèce, l'Asogien, tient un rôle particulier au niveau de son mode d'introduction dans la saga. En effet, il s'agit de l'espèce du personnage principal d'E.T. de Steven Spielberg. Il apparaît en caméo dans La Menace fantôme.

## Promotion
Lego, à la suite d'un contrat avec Star Wars qui permet la création d'ensembles Lego Star Wars, produit diverses figurines de personnages de différentes espèces présentes dans les univers officiel comme Légendes de Star Wars. Ainsi, en 2019, Lego a conçu depuis 1999 au moins une figurine pour plus d'une soixantaine d'espèces intelligentes de Star Wars. Les premières à obtenir une figurine Lego sont celles de La Menace fantôme en 1999 : l'Humain, le Zabrak, le Gungan, le Dug et le Xexto. Les deux années qui détiennent le record du plus grand nombre de nouvelles espèces intelligentes à être conçues en Lego Star Wars sont 2013 et 2016, avec chacune sept nouveaux types de figurines.

## Analyse

### Analyse littéraire
La saga Star Wars créée par George Lucas raconte l'histoire d'une galaxie dans laquelle vivent de nombreuses espèces et d'une guerre entre le bien et le mal.
Dans le camp du mal se trouve, le neimoidien qui selon le magazine cinéSaga correspond aux critères esthétiques du méchant : « moche et vêtu de couleurs sombres ». Le zabrak est dans la même situation et est qualifié de « diabolique » par la même revue. Il existe toutefois une exception selon le magazine, le nautolan, qui bien que ne faisant pas partie des méchants, en a l'apparence.
Dans le camp du bien se trouvent des espèces créées afin de vendre des produits dérivés. C'est notamment le cas de l'ewok, qui est comparable à un petit ourson et dont de nombreuses peluches ont été vendues. C'est également le cas du gungan grâce au personnage de Jar Jar Binks ou encore des porgs visibles dans Les Derniers Jedi,,.
L'intrigue ne se limite pas à un affrontement entre le bien et le mal, elle met en scène un monde multiculturel, par le biais de la présentation de différentes espèces, avec différentes caractéristiques. Ainsi, la manière de parler des différents peuples de la saga les assimile à des peuples du monde réel. La version originale est ici prise en compte. Ainsi, l'anglais considéré comme britannique est principalement réservé aux humains. Les neimodiens de la Fédération du commerce parlent un anglais typique des pays producteurs pétroliers du Moyen-Orient, ou, pour certains, se rapprochent des asiatiques. L'espèce de Watto, les toydariens, présente un accent identifié comme juif, tout en étant constamment associé à des stéréotypes juifs. Les gungans semblent quant à eux avoir un accent antillais ou ressemblent à des caricatures d'Afro-Américains. Par conséquent, à partir de cette diversité, Star Wars développe un « bestiaire linguistique » qui contribue à l'enrichissement de cet univers et donne un sens à la notion d'espèce dans Star Wars. Le quatrième film sorti, La Menace fantôme notamment est accusé de donner une vision raciste à travers des espèces fictives qui sont censées refléter la réalité,,.
Outre la façon de s'exprimer, les espèces sont présentées comme exotiques de divers autres caractères. D'abord, l'environnement de vie de l'espèce fait écho à son comportement. Ainsi, les ewoks et les wookiees vivent dans la forêt, ce qui fait comprendre à première vue qu'il s'agit de peuples primitifs. Dans le même temps, ces deux espèces sont assimilées aux vietnamiens de la guerre du Vietnam, une défaite américaine. Ces espèces propres aux héros deviennent alors teintées d'une symbolique politique opposée aux États-Unis. Par ailleurs, l'espèce ewok, prouvée comme peu évoluée en termes de technologie, permet une autre critique. En effet, les ewoks montrent une certaine naïveté due à leur religion, une naïveté infantile, d'ailleurs reflétée par leur taille d'enfant.
Enfin, l'hostilité d'espèces comme les ewoks face aux humains, des inconnus, dénonce l'habitude de l'Homme à trouver anormaux ceux qui lui sont différents. Par conséquent, les interactions entre les différentes espèces de Star Wars soulignent un caractère que tout humain possède plus ou moins : la méfiance face à l'inconnu, la xénophobie. Cela est aussi montré par la rencontre entre Luke Skywalker et un individu d'une espèce mystérieuse, qui s'avère ensuite être le maître Jedi Yoda. Au début, Luke le juge inférieur juste parce qu'il est différent.

### Analyse morphologique
L'apparence des espèces de Star Wars peut être rapprochée de celles qui existent réellement sur Terre, ce qui permet d'envisager leur mode de vie en fonction de leurs caractéristiques morphologiques.
L'écosystème de Naboo est très diversifié. On y trouve notamment les gungans: leurs longues oreilles semblent les aider à se stabiliser dans l'eau. Outre cela, ils ressemblent à un mélange de différentes espèces comme les caméléons, les crabes et les hadrosaures. Ils respirent à l'air libre et n'ont aucune branchie apparente, ce qui peut signifier qu'ils doivent retenir leur respiration sous l'eau. Le poisson colo à griffes a une apparence proche de la murène ou du congre, mais mesure 40 mètres de long et a une mâchoire similaire au gavial, adaptée à un régime carnivore. Dans le monde réel, la bioluminescence qu'ils utilisent sert couramment aux animaux abyssaux à attirer leurs proies. Le tueur des mers opee, si l'on omet ses pattes et sa carapace d'araignée des mers, est très proche de la baudroie. Enfin, l'aqua-montre sando est la plus grande créature de Naboo connue,,.
Sur Kamino, la vie est intégralement aquatique, même sans doutes pour les ancêtres des kaminoiens. En effet, la crête des kaminoiens mâle peut être interprétée comme un vestige d'aileron. Leur long cou rappelle celui des plésiosaures. Toutefois, ils semblent posséder des poumons ou un système de respiration amphibie. La monture des kaminoans, les aiwhas, est comparable aux cétacés dans leur allure globale mais les ailes sont similaires à celles des raies du monde réel, à la différence près que celles des aiwhas permettent un envol de plusieurs minutes de durée,.
Mon Cala est une autre planète aquatique. Les deux espèces intelligentes de la planète ont une apparence proche des céphalopodes réels même s'ils ont un corps humanoïde. La tête des mon calamaris se rapproche de la pieuvre, mais leurs yeux noirs dénués de pupilles sont caractéristiques de certains requins. Des récifs coralliens avec le gigantisme constaté à Naboo entourent les villes sous-marines des mon calamaris. Le visage des quarrens ressemblent à des calmars avec des tentacules, mais sans ventouses,,,.

## Recensement des espèces
Les espèces de Star Wars sont présentées par ordre alphabétique.
- Haut – A
- B
- C
- D
- E
- F
- G
- H
- I
- J
- K
- L
- M
- N
- O
- P
- Q
- R
- S
- T
- U
- V
- W
- X
- Y
- Z

### Noms inconnus
Le véritable nom de chacune de ces espèces est pour l'instant inconnu :
- L’espèce de Maz Kanata est une espèce intelligente de l'univers « Officiel » présente notamment dans les films Le Réveil de la Force, Les Derniers Jedi et L'Ascension de Skywalker. Son origine est inconnue, il s'agit d'un humanoïde de petite taille sensible à la Force. Sa longévité serait de plus de mille ans[1],[a 36],[a 37].

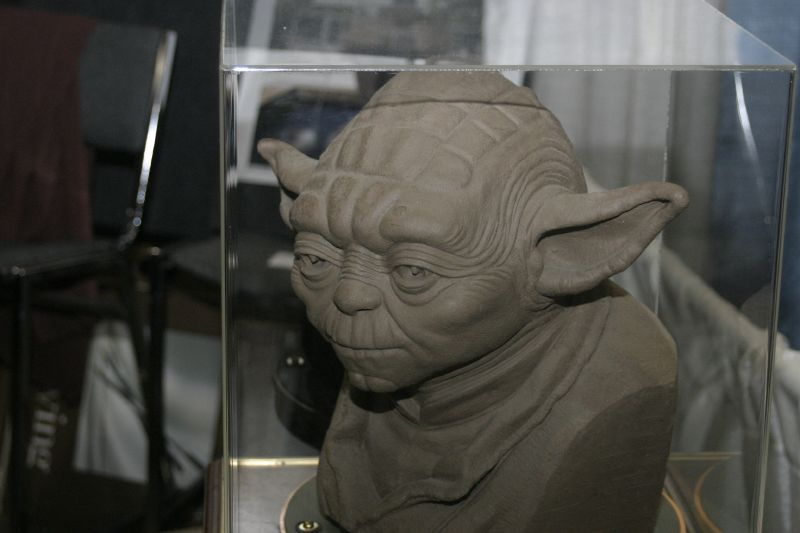
Sculpture de Yoda.

- L’espèce de Yoda et de Grogu est une espèce intelligente de l'univers « Officiel » et de l'univers « Légendes » présente notamment dans les films La Menace fantôme, L'Attaque des clones, The Clone Wars, La Revanche des Sith, L'Empire contre-attaque, Le Retour du Jedi, Les Derniers Jedi. Son origine est inconnue et les rares membres de cette espèce restent très secrets quant à celle-ci. Il s'agit de petits humanoïdes à la peau verte extrêmement sensibles à la Force pouvant vivre plusieurs siècles[2],[c 1],[f 3],[i 1],[a 7],[a 8],[a 9],[a 11],[a 38],[a 39],[a 40],[a 41],[a 42],[k 1],[a 21],[a 22],[a 43].
- L’espèce de Zonama Sekot est une espèce intelligente de l'univers « Légendes ». Originaire d'une autre galaxie, il s'agit d'une planète vivante capable de se déplacer dans l'hyperespace[d 13],[d 14].

### A
- L’abednedo est une espèce intelligente de l'univers « Officiel » présente notamment dans les films Le Réveil de la Force, Les Derniers Jedi et L'Ascension de Skywalker. Originaire d'Abednedo, il peut être rencontré sur de nombreuses autres planètes de la galaxie. Il descend d'une espèce qui vivait dans des terriers[3],[c 2],[a 44],[a 37].
- L’acklay est une espèce animale de l'univers « Officiel » et de l'univers « Légendes » présente notamment dans le film L'Attaque des clones. Originaire de Vendaxa, il s'agit d'un amphibien protégé par une carapace sur son dos. Il a six pattes terminées par des griffes, trois yeux sur la tête et un organe sous le menton permettant de détecter les proies. Il doit se nourrir en permanence[4],[c 3],[e 1],[f 4],[h 2],[l 1],[a 10],[a 14],[a 12],[a 45],[j 1],[k 2].
- L’advozsec ou advozse est une espèce intelligente de l'univers « Officiel » et de l'univers « Légendes » présente notamment dans le film Un nouvel espoir. Originaire de Riflor, cet humanoïde dispose d'une peau épaisse qui lui permet de survivre sur une planète volcanique et d'une corne sur la tête[5],[a 46].
- L’agarien est une espèce intelligente de l'univers « Officiel ». Son origine est inconnue, il serait originaire des régions inconnues de la galaxie. Il descend des champignons, il n'a pas d’œil mais a un sens olfactif très développé[6].
- L’aiwha est une espèce animale de l'univers « Officiel » et de l'univers « Légendes » présente notamment dans le film L'Attaque des clones. Originaire de Kamino, cet animal volant peut également vivre dans l'eau, il ressemble à une baleine et est utilisée comme monture[7],[c 4],[f 5],[a 47].
- L’aleena est une espèce intelligente de l'univers « Officiel » et de l'univers « Légendes » présente notamment dans les films La Menace fantôme, L'Attaque des clones et La Revanche des Sith. Originaire d'Aleen, il s'agit d'un petit être humanoïde à la peau bleue qui vit sous terre[8],[c 5],[f 6],[a 48].
- L’amani ou amanaman ou amanin est une espèce intelligente de l'univers « Officiel » et de l'univers « Légendes » présente notamment dans le film Le Retour du Jedi. Originaire de Maridun, il s'agit d'un être de grande taille ayant de petits membres fins[c 6],[f 7],[g 11],[a 8].
- L’anacondan est une espèce intelligente de l'univers « Officiel » et de l'univers « Légendes ». Son origine est inconnue, il ressemble beaucoup au serpent mais a la capacité de parler[c 1],[b 1].
- L’anguille de Mon Cala est une espèce animale de l'univers « Officiel ». Originaire de Mon Cala, il s'agit d'un animal aquatique vivant dans les océans[c 7],[a 49].
- L’anomide est une espèce intelligente de l'univers « Officiel » et de l'univers « Légendes » présente notamment dans le film Rogue One. Originaire d'Yblari, cet humanoïde est généralement porteur d'un masque afin de pouvoir communiquer[9].
- L’anooba est une espèce animale de l'univers « Officiel » et de l'univers « Légendes ». Originaire de Tatooine, il s'agit d'un prédateur vivant en meute. Il est recouvert d'une fourrure et possède une défense à l'avant de sa mâchoire qu'il utilise pour attaquer ses proies[10],[c 8],[a 46].
- L’anx est une espèce intelligente de l'univers « Officiel » et de l'univers « Légendes » présente notamment dans les films La Menace fantôme, L'Attaque des clones et La Revanche des Sith. Originaire de Gravlex Med, cette espèce reptilienne dispose d'un long crane qui la rend facilement reconnaissable, sa couleur de peau change en fonction de son humeur[11],[f 8].
- L’anzat est une espèce intelligente de l'univers « Officiel » et de l'univers « Légendes » présente notamment dans le film Un nouvel espoir. Dans l'univers « Légendes », il est originaire d'Anzat, il s'agit d'un humanoïde doté de deux longs appendices au niveau des joues qui lui permettent de se nourrir[f 9],[a 50].
- L’anzellan  est une espèce intelligente de l'univers « Officiel » qui apparaît avec le personnage de Babu Frik dans Star Wars, épisode IX : L'Ascension de Skywalker. Les Anzellans dont la vue de précision est particulièrement développée sont de petits êtres spécialisés dans le hacking et la réparation des androïdes[a 51],[a 52]. Ils apparaissent à nouveau dans la saison 3 de The Mandalorian[a 53].
- L’aqua-monstre sando est une espèce animale de l'univers « Officiel » et de l'univers « Légendes » présente notamment dans le film La Menace fantôme. Originaire de Naboo, il s'agit d'un prédateur marin de 200 mètres de long muni de mains et de pattes palmées terminées par des griffes. C'est l'un des prédateurs les plus craints de la Galaxie[12],[c 4],[e 2],[f 10],[h 3],[a 10],[a 12],[j 2],[l 2].

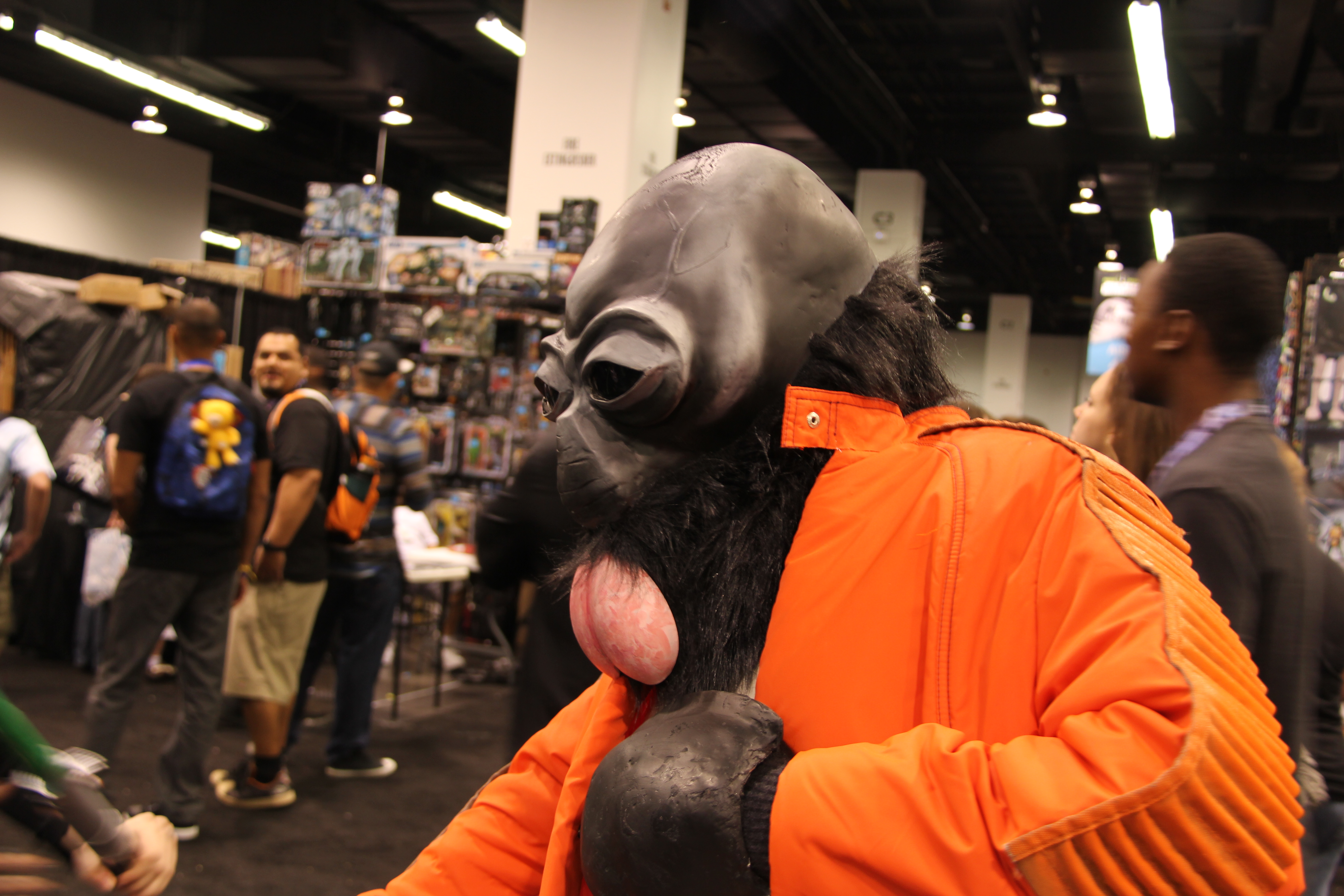
Cosplay de Ponda Baba, un aqualish.

- L’aqualish est une espèce intelligente de l'univers « Officiel » et de l'univers « Légendes » présente notamment dans les films La Menace fantôme, The Clone Wars, L'Attaque des clones, La Revanche des Sith, Rogue One, Un nouvel espoir et Le Retour du Jedi. Originaire d'Ando, cet humanoïde dispose de défenses qui dépassent légèrement de sa bouche, les nombres de ses yeux et de ses doigts varient d'un individu à un autre. Son espérance de vie est d'environ 80 ans[13],[c 9],[f 11],[a 8],[a 54],[a 38],[a 21].
- L’arbre arbozoïque est une espèce végétale de l'univers « Officiel ». Il est originaire d'Aleen[c 10].
- L’arbre de corail plaqué est une espèce végétale de l'univers « Officiel ». Il est originaire d'Atollon[c 11].
- L’arbre-fétus est une espèce végétale de l'univers « Officiel ». Il est originaire de Concordia[c 10].
- L’arbre parapluie est une espèce végétale de l'univers « Officiel ». Il est originaire de Balnab[c 10].
- L’arbre de te ani’la est une espèce végétale de l'univers « Officiel ». Originaire de Mandalore, cet arbre grandit lentement, il sert souvent à décorer les jardins[c 10].
- L’arcona est une espèce intelligente de l'univers « Officiel » et de l'univers « Légendes » présente notamment dans les films L'Attaque des clones, The Clone Wars et Un nouvel espoir. Originaire de Cona, cet humanoïde est facilement reconnaissable par sa tête triangulaire avec les yeux situés aux extrémités[14],[f 12],[a 8].
- L’ardennien est une espèce intelligente de l'univers « Officiel » présente notamment dans le film Solo. Originaire d'Ardennia, il a quatre bras et des orteils préhensibles[15],[a 55].
- L’arkudan est une espèce intelligente de l'univers « Légendes ». Il est originaire d'Arkuda[d 15].
- L’arpor-lan est une espèce intelligente de l'univers « Légendes ». Il est originaire d'Arporatal-Lanin[d 16].
- L’artiodac est une espèce intelligente de l'univers « Officiel » présente notamment dans le film Le Réveil de la Force. Originaire d'Artiod Minor, cet humanoïde dispose d'une peau épaisse et de bras énormes[16],[c 6].
- L’askajien est une espèce intelligente de l'univers « Officiel » et de l'univers « Légendes » présente notamment dans le film Le Retour du Jedi. Originaire d'Askaji[Note 4], c'est un humanoïde vivant en tribu[17],[f 13].
- L’ayrou est une espèce intelligente de l'univers « Légendes ». Il est originaire de Maya Kovel[d 17].

### B
- Le b'trillan est une espèce intelligente de l'univers « Légendes ». Originaire de B'trilla, il ressemble au félin et a une voix aigüe[d 18].
- Le bagmig est une espèce intelligente de l'univers « Légendes ». Originaire de Xochtl, cet humanoïde de grande taille est très résistant[d 15].
- Le baiser de dianoga est une espèce végétale de l'univers « Officiel ». Originaire de Balnab, il s'agit d'une plante à tentacules[c 11].
- Le balinaka est une espèce intelligente de l'univers « Légendes ». Il est originaire de Garnib[d 19].
- Le balosar est une espèce intelligente de l'univers « Officiel » et de l'univers « Légendes » présente notamment dans le film L'Attaque des clones. Originaire de Balosar, il s'agit d'un humanoïde doté de deux antennes situées sur le crâne[f 14],[a 56].

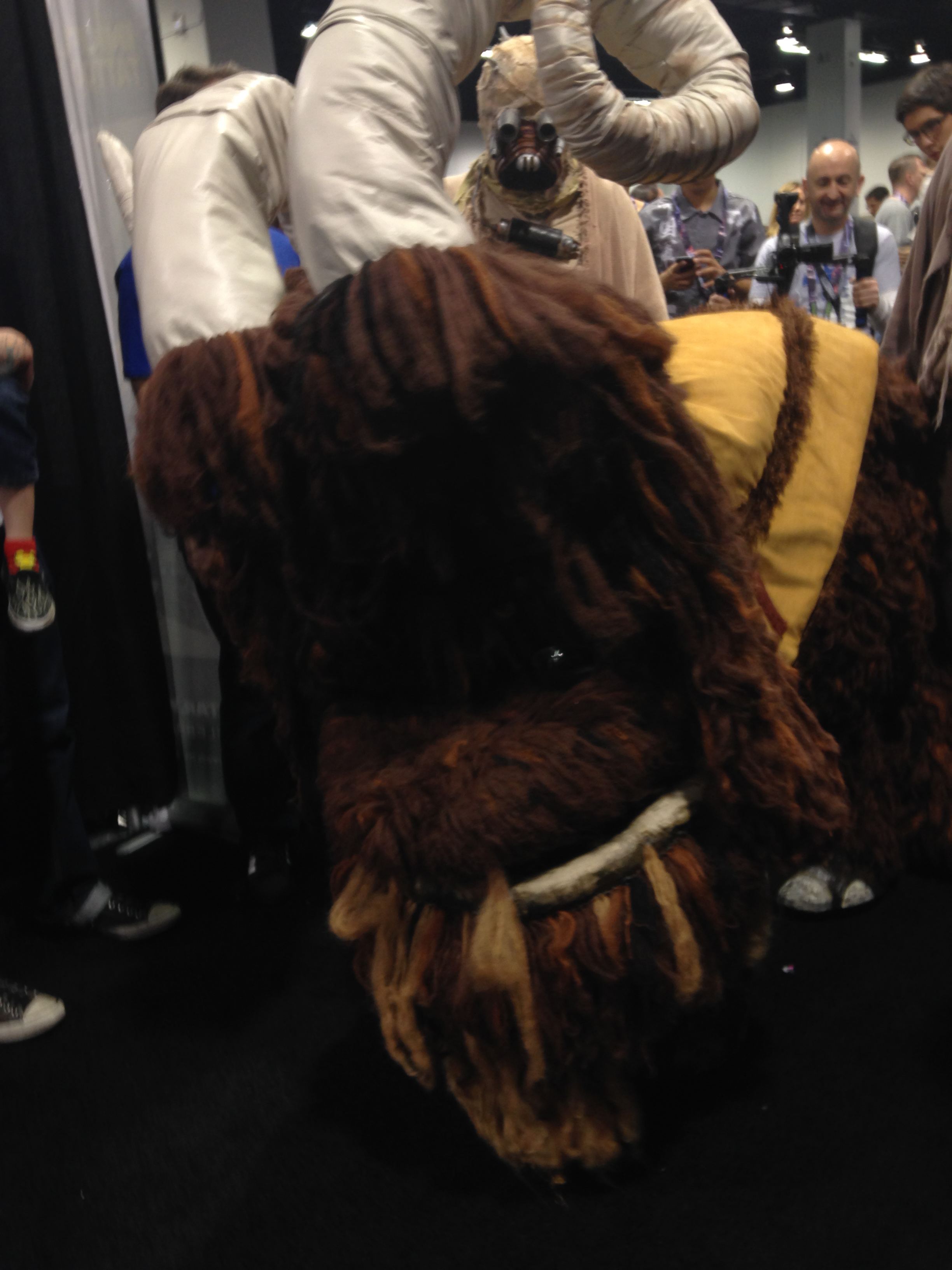
Cosplay d'un bantha.

- Le bantha est une espèce animale de l'univers « Officiel » et de l'univers « Légendes » présente notamment dans les films La Menace fantôme, L'Attaque des clones, Un nouvel espoir, L'Empire contre-attaque et Le Retour du Jedi. Originaire de Tatooine, il est muni de deux cornes recourbées sur le sommet du crâne et d'une épaisse fourrure. Il est domestiqué pour servir de monture mais aussi de nourriture, il fournit de la viande et du lait bleu qui peut être transformé sous forme de fromage notamment. Il peut survivre plusieurs semaines sans boire ni manger[18],[c 12],[e 3],[f 15],[h 4],[a 45],[j 3],[l 3].
- Le barabel est une espèce intelligente de l'univers « Officiel » et de l'univers « Légendes ». Originaire de Barab I, il s'agit d'un humanoïde reptilien[f 16],[a 57].
- Le baragwin est une espèce intelligente de l'univers « Officiel » et de l'univers « Légendes » présente notamment dans le film Le Retour du Jedi. Son origine est inconnue, il s'agit d'un humanoïde bossu à la peau ridée[c 2],[d 20],[f 17].
- Le bardottan ou bardottéen est une espèce intelligente de l'univers « Officiel » et de l'univers « Légendes » présente notamment dans le film La Menace fantôme. Originaire de Bardotta, cette espèce reptilienne dispose d'une mâchoire ressemblant à un bec et d'un long cou[19],[c 5],[a 58].
- Le barghest est une espèce intelligente de l'univers « Officiel » présente notamment dans le film Le Réveil de la Force. Son origine est inconnue, naturellement violent, il dispose de six yeux rouges et d'imposantes dents[20],[c 8],[a 37].
- Le barisoni est une espèce intelligente de l'univers « Légendes ». Il est originaire de Barison[d 18].
- Le bendu est une espèce intelligente de l'univers « Officiel ». Son origine est inconnue. Il est fortement lié à la Force sans tendre vers le côté obscur ni le côté lumineux[l 4].
- Le besalisk est une espèce intelligente de l'univers « Officiel » et de l'univers « Légendes » présente notamment dans le film L'Attaque des clones. Originaire de Sembla, cet humanoïde dispose de quatre bras et a trois excroissances sur la tête[21],[c 1],[f 18],[a 59].
- La bête de Zillo ou monstre Zillo est une espèce animale de l'univers « Officiel » et de l'univers « Légendes ». Originaire de Malastare, il s'agit d'une créature légendaire dont un seul individu est connu pour avoir ravagé Coruscant durant la guerre des clones[c 13],[e 4],[l 5],[a 14].
- Le bibo est une espèce animale de l'univers « Officiel ». Originaire de Castilon, il s'agit d'un petit animal vivant près de la mer doté de tentacules[l 6].
- Le bimm est le nom donné à deux espèces intelligentes de l'univers « Officiel » et de l'univers « Légendes » présentes notamment dans le film Un nouvel espoir. Toutes les deux sont originaires de Bimmisaari, l'une a l'apparence d'un petit être humain et l'autre d'un humanoïde velu[d 21].

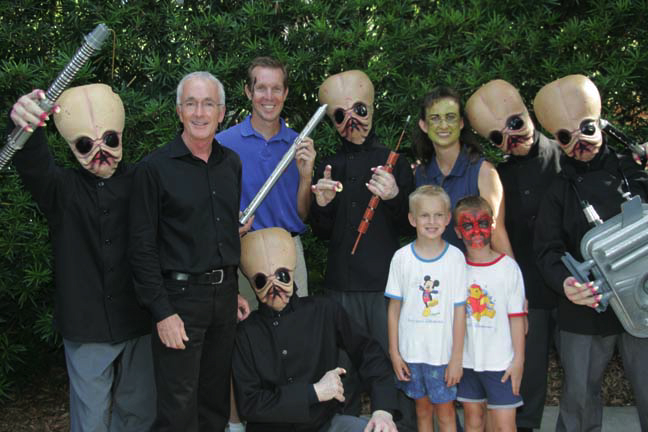
Cosplays de biths.

- Le bith est une espèce intelligente de l'univers « Officiel » et de l'univers « Légendes » présente notamment dans les films La Menace fantôme, L'Attaque des clones, La Revanche des Sith, Un nouvel espoir et Le Retour du Jedi. Originaire de Clak'door VII[Note 5], il a un crâne chauve et deux gros yeux noirs, il est également doté d'une très bonne ouïe. Son espérance de vie est d'environ 70 ans[22],[c 2],[f 19],[a 8],[a 38],[a 21].
- La bith géante est une espèce végétale de l'univers « Officiel ». Originaire de Saleucami, ses bourgeons vibrent de façon harmonieuse peu avant la floraison, ses fleurs sont cependant malodorantes[c 10].
- Le bivall est une espèce intelligente de l'univers « Officiel » et de l'univers « Légendes ». Originaire de Protobranch, il est relativement grand, sur sa tête se trouve une crête et ses yeux sont légèrement protubérants[23],[c 9].
- Le blarina est une espèce intelligente de l'univers « Officiel » et de l'univers « Légendes » présente notamment dans le film Le Réveil de la Force. Originaire de Rina Major, il n'est pas très grand et a un visage rond[24],[a 60].
- Le blixus est une espèce animale de l'univers « Officiel » et de l'univers « Légendes ». Son origine est inconnue, il utilise ses tentacules pour chasser ses proies[c 14].
- Le blurrg est une espèce animale de l'univers « Officiel » et de l'univers « Légendes ». Originaire de Ryloth et d'Endor, cette puissante monture qui est très rapide, se déplace sur ses pattes arrière, son énorme bouche lui permet de manger presque tout[25],[i 2].
- Le bogwing ou dragon des marais est une espèce animale de l'univers « Officiel » et de l'univers « Légendes » présente notamment dans les films Un nouvel espoir et Le Retour du Jedi. Originaire de Naboo, il s'agit d'un reptavien[Note 6] volant[26],[c 15].
- Le bonbon kwazel est une espèce végétale de l'univers « Officiel ». Originaire de Rodia, il s'agit d'une plante bioluminescente[c 11].
- Le bothan est une espèce intelligente de l'univers « Officiel » et de l'univers « Légendes ». Dans l'univers « Légendes », il est originaire de Bothawui, il s'agit d'un humanoïde ayant un physique rappelant celui du félin. Son espérance de vie est d'environ 75 ans[d 22],[f 20],[a 8],[a 9],[a 38],[a 21].
- Le bonzami est une espèce animale de l'univers « Officiel ». Originaire de Bahryn une lune gelée de Géonosis, il s'agit d'un prédateur recouvert d'un fin pelage blanc[l 7].
- Le bravaisien est une espèce intelligente de l'univers « Officiel » présente notamment dans le film Le Réveil de la Force. Originaire de Bravais, il est de petite taille et a un long nez, il se sert peu de ses doigts et utilise sa langue à la place[27],[a 37].
- Le brezak ou lézard volant zygerrien est une espèce animale de l'univers « Officiel » et de l'univers « Légendes ». Originaire de Zyggerria, il s'agit d'un reptavien[Note 6] volant. Cependant il n'a pas d'aile, il dispose d'excroissances d'épiderme qui sont reliées à sa cage thoracique[28],[c 16].
- Le britarro est une espèce intelligente de l'univers « Officiel » présente notamment dans le film Rogue One. Originaire de Britaxis Minor, il s'agit d'un humanoïde à la peau bleu clair[29].
- Le brosin est une espèce intelligente de l'univers « Légendes ». Originaire de Brosi, il ressemble à l'être humain[d 23].

### C
- Le caamasi est une espèce intelligente de l'univers « Légendes ». Originaire de Caamas, il s'agit d'un humanoïde de grande taille ayant une fourrure violette autour des yeux et dorée sur le reste du corps, et trois doigts à chaque main[f 21].
- Le can-cell est une espèce animale de l'univers « Officiel » et de l'univers « Légendes » présente notamment dans les films The Clone Wars et La Revanche des Sith. Son origine précise n'est pas connue, il peut être notamment rencontré sur Kashyyyk, Rodia et Teth. Il s'agit d'un insecte volant de grande taille qui peut être monté[30],[c 15].
- Le céleste[Note 7] ou architecte est une espèce intelligente de l'univers « Officiel » et de l'univers « Légendes ». Dans l'univers « Légendes », son origine est inconnue, il a laissé des vestiges un peu partout dans la galaxie avant de totalement disparaître vers 30 000 av. BY[d 8],[a 10],[a 43].
- Le céréen est une espèce intelligente de l'univers « Officiel » et de l'univers « Légendes » présente notamment dans les films La Menace fantôme, L'Attaque des clones, The Clone Wars et La Revanche des Sith. Originaire de Céréa, il est facilement reconnaissable grâce à son long crâne qui abrite son cerveau. En plus d'avoir un cerveau volumineux, il possède deux cœurs dont un qui irrigue principalement le système nerveux. Son espérance de vie est d'environ 65 ans[31],[c 6],[f 22],[h 5],[a 39],[a 38],[a 21].
- Le chadra-fan est une espèce intelligente de l'univers « Officiel » et de l'univers « Légendes » présente notamment dans le film Un nouvel espoir. Originaire de Chad, il s'agit d'un petit être humanoïde recouvert d'une fourrure, il dispose de deux grandes oreilles et d'un nez retroussé[32],[f 23].
- Le chagrien est une espèce intelligente de l'univers « Officiel » et de l'univers « Légendes » présente notamment dans les films La Menace fantôme, L'Attaque des clones, The Clone Wars et La Revanche des Sith. Originaire de Champala, il s'agit d'un amphibien humanoïde à la peau bleue, ce qui lui permet de résister aux rayonnements dangereux. Il dispose de deux cornes sur la tête, d'ornement et d'attaque, et de deux autres au bout de deux excroissances situées sous le visage[33],[c 9],[f 24],[a 8],[k 3],[a 43].
- Le chêne trindellan est une espèce végétale de l'univers « Légendes ». Originaire de Trindello, son bois est extrêmement résistant[d 17].
- Le chevin est une espèce intelligente de l'univers « Officiel » et de l'univers « Légendes » présente notamment dans le film Le Retour du Jedi. Son origine est inconnue, il a un imposant visage et de petits membres[c 2]. Dans l'univers « Légendes », il est originaire de Vinsoth[f 25].
- Le chien-grenouille ou grenouille-chien est une espèce intelligente de l'univers « Officiel » et de l'univers « Légendes » présente notamment dans le film Le Retour du Jedi. Son origine est inconnue, contrairement à ce que son nom laisse penser, il s'agit d'une espèce douée d'intelligence[34],[c 1].

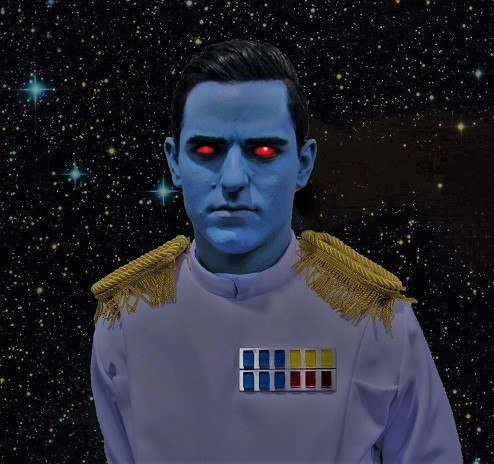
Cosplay de Thrawn, un chiss.

- Le chiss est une espèce intelligente de l'univers « Officiel » et de l'univers « Légendes ». Originaire de Csilla, il est peu connu du reste de la galaxie, il a la peau bleue et les yeux rouges. Son espérance de vie est d'environ 80 ans[35],[d 24],[f 26],[a 8],[a 9],[a 10],[a 39],[a 38],[a 21],[a 24].

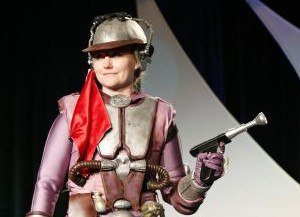
Cosplay de Zam Wessel, une clawdite ayant alors l'apparence d'une humaine.

- Le clawdite est une espèce intelligente de l'univers « Officiel » et de l'univers « Légendes » présente notamment dans le film L'Attaque des clones. Originaire de Zolan, cet humanoïde à l'aspect reptilien a la capacité de changer son apparence, une faculté développée pour survivre là où des humanoïdes dangereux se trouvent. Il perd cette capacité en recouvrant son apparence d'origine à sa mort. Son espérance de vie est d'environ 70 ans[36],[c 1],[f 27],[a 8],[a 12],[a 39],[a 61],[a 38],[k 4],[a 21].
- Le cochon globe est une espèce animale de l'univers « Officiel ». Son origine est inconnue, il a un corps rond et des yeux écartés, son odorat développé lui permet de trouver des pierres précieuses. Quand il est menacé, le cochon globe a la capacité de gonfler comme un ballon[37],[c 12],[l 8].
- Le cœur de reine est une espèce végétale de l'univers « Officiel ». Originaire de Naboo, c'est une plante donnant des fleurs rouges[c 10].
- Le columni est une espèce intelligente de l'univers « Officiel » et de l'univers « Légendes ». Dans l'univers « Légendes », il est originaire de Columus, il a un crâne énorme en comparaison de son corps mince[d 8].
- Le convor est une espèce animale de l'univers « Officiel » et de l'univers « Légendes ». Son origine précise n'est pas connue, il peut être notamment rencontré sur Atollon, Malachor et Wasskah. Il s'agit d'un oiseau de petite taille au plumage brun et doré[38],[l 9],[c 15].
- Le corail rugosien royal est une espèce végétale de l'univers « Officiel ». Originaire de Rugosa, il vit à la surface de la planète[c 11].
- Le corail trident est une espèce végétale de l'univers « Officiel ». Originaire de Rugosa, il vit à la surface de la planète[c 11].
- La couronne royale mauve est une espèce végétale de l'univers « Officiel ». Originaire d'Onderon, il s'agit d'un arbuste[c 10].
- Le crocin est une espèce intelligente de l'univers « Officiel » présente notamment dans le film Solo. Originaire de Croce, cet humanoïde de petite taille à l'aspect reptilien dispose d'un long museau sur lequel poussent des dents à l'horizontal[39].
- Le crolute ou gilliand est une espèce intelligente de l'univers « Officiel » présente notamment dans les films Le Réveil de la Force et L'Ascension de Skywalker. Originaire de Crul, il est d'origine aquatique, il a la peau frippée et est relativement gros. Le terme « crolute » désigne les individus mâles de l'espèce, tandis que le terme « gilliand » désigne les individus femelles[40],[a 37].
- Le culisetto est une espèce intelligente de l'univers « Officiel » présente notamment dans le film Le Réveil de la Force. Son origine est inconnue, il a l'apparence d'un insecte et se nourrit de sang. Il dispose d'une trompe et de deux yeux rouges[41],[c 1].

### D
- Le dactillion est une espèce animale de l'univers « Officiel » et de l'univers « Légendes » présente notamment dans le film La Revanche des Sith. Originaire d'Utapau, ce reptile volant est domestiqué pour servir de monture[42],[c 15],[d 25],[f 28].
- Le danzikain est une espèce intelligente de l'univers « Officiel » présente notamment dans le film Solo. Originaire de Danzik, il s'agit d'une espèce à deux têtes vivant dans les marais[43].
- Le delphidien est une espèce intelligente de l'univers « Officiel » présente notamment dans les films Rogue One, Le Réveil de la Force et L'Ascension de Skywalker. Originaire de l'amas Delphidien, cet humanoïde a une peau épaisse et couverte de stries, il est peut-être le résultat d'un expérience génétique[44],[a 37].
- Le devaronien ou devish est une espèce intelligente de l'univers « Officiel » et de l'univers « Légendes » présente notamment dans le film Un nouvel espoir. Originaire de Devaron, cet humanoïde a une peau rouge, les mâles sont chauves et ont deux cornes sur la tête, tandis que les femelles ont des cheveux et deux petites bosses[45],[c 6],[f 29],[a 8],[a 13],[a 61].
- Le dewback est une espèce animale de l'univers « Officiel » et de l'univers « Légendes » présente notamment dans les films La Menace fantôme et Un nouvel espoir. Originaire de Tatooine, il s'agit d'un lézard géant à la peau épaisse et pouvant porter de lourdes charges, il est parfois utilisé comme monture[46],[c 3],[e 5],[f 30],[h 6],[a 45],[j 3],[l 10].
- Le dianoga ou pieuvre des décharges est une espèce intelligente de l'univers « Officiel »[a 24] et animale de l'univers « Légendes »[Note 8] présente notamment dans le film Un nouvel espoir. Originaire de Vodran, ce carnivore pouvant atteindre dix mètres est doté de sept tentacules, il s'installe souvent dans les conduits des eaux usées[47],[e 6],[l 11],[f 31],[g 11],[a 13].
- Le diollien est une espèce intelligente de l'univers « Légendes ». Originaire de Dioll, il n'a pas de plume et est incapable de voler[d 26].
- Le dokma est une espèce animale de l'univers « Officiel ». Originaire d'Atollon, cet animal lent vit dans une coquille rigide[c 14].

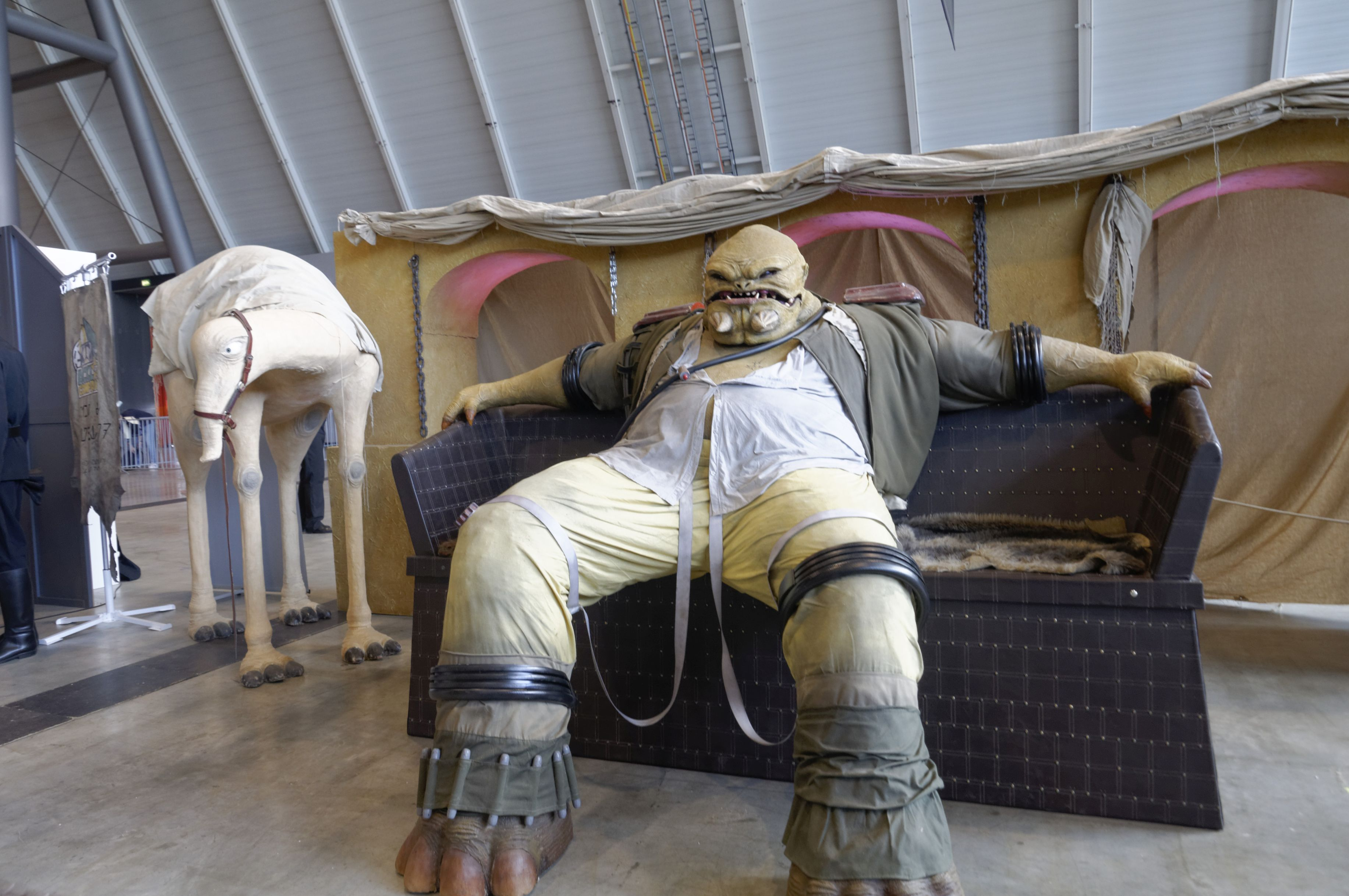
Statue d'un dowutin.

- Le dowutin est une espèce intelligente de l'univers « Officiel » présente notamment dans le film Le Réveil de la Force. Originaire de Dowut, ce grand humanoïde à la peau épaisse possède deux cornes sous le menton et des griffes au bout des doigts[48],[a 37].
- Le drabatien est une espèce intelligente de l'univers « Officiel » présente notamment dans le film Rogue One. Originaire de Pipada, il s'agit d'un humanoïde amphibien[49].
- Le dragon krayt est une espèce animale de l'univers « Officiel » et de l'univers « Légendes » présente notamment dans le film Un nouvel espoir. Originaire de Tatooine, ce carnivore mesurant en moyenne cinq mètres est au sommet de la chaîne alimentaire sur son monde d'origine. Il est victime de la chasse pour la perle qu'il produit[50],[d 27],[e 7],[f 32],[i 3],[a 10],[a 14].
- Le drall est une espèce intelligente de l'univers « Officiel » et de l'univers « Légendes ». Originaire de Drall, il s'agit d'un petit humanoïde recouvert de fourrure[f 33].
- Le dresselien est une espèce intelligente de l'univers « Officiel » et de l'univers « Légendes » présente notamment dans le film Le Retour du Jedi. Originaire de Dressel, il s'agit d'un humanoïde de grande taille qui est chauve et a la peau ridée[51],[f 34],[a 8].
- Le dug est une espèce intelligente de l'univers « Officiel » et de l'univers « Légendes » présente notamment dans les films La Menace fantôme, L'Attaque des clones. Originaire de Malastare, il a un long museau, il utilise uniquement ses mains pour se déplacer, ses pieds restent recroquevillés. Son espérance de vie est d'environ 75 ans[52],[c 17],[d 28],[f 35],[g 12],[a 8],[a 38],[a 21].
- Le duros est une espèce intelligente de l'univers « Officiel » et de l'univers « Légendes » présente notamment dans les films Un nouvel espoir et Le Retour du Jedi. Originaire de Duro, cet humanoïde a la peau bleu-vert et des yeux rouges[53],[c 2],[d 29]. Dans l'univers « Légendes », le neimodien descend du duros. Son espérance de vie est d'environ 70 ans[f 36],[a 8],[a 11],[a 46],[a 38],[a 21].
- Le dybrinthe est une espèce intelligente de l'univers « Officiel » présente notamment dans le film Le Réveil de la Force. Originaire de Dybrin 12, cet humanoïde a la peau brillante. Il respire grâce à des branchies, ce qui le contraint à porter un masque lorsqu'il est hors de l'eau[54],[c 1].

### E
- L’eklaad est une espèce intelligente de l'univers « Légendes ». Il est originaire de Sirpar[d 30].
- L’elnacon ou elnaconien est une espèce intelligente de l'univers « Officiel » présente notamment dans le film Solo. Son origine n'est pas connue mais il vient d'une planète dont l'atmosphère est riche en ammoniac, l'obligeant à porter un masque lorsqu'il voyage sur d'autres mondes. C'est un humanoïde imposant et très musclé[55].
- L’elom est une espèce intelligente de l'univers « Officiel » et de l'univers « Légendes » présente notamment dans le film Le Retour du Jedi. Originaire d'Elom et de taille moyenne, il dispose d'une épaisse fourrure qui le protège des intempéries[56],[c 1],[f 37].
- L’elomin est une espèce intelligente de l'univers « Officiel » et de l'univers « Légendes ». Dans l'univers « Légendes », il est originaire d'Elom, est de grande taille et a des oreilles pointues ainsi que quatre petites cornes sur le crâne[f 37].
- L’éopie est une espèce animale de l'univers « Officiel » et de l'univers « Légendes » présente notamment dans les films La Menace fantôme, L'Attaque des clones, The Clone Wars et La Revanche des Sith. Originaire de Tatooine, il s'agit d'un herbivore quadrupède qui est dompté pour transporter des charges. Son dos est arrondi et son museau est allongé[57],[c 12],[d 27],[e 8],[f 38],[a 45],[j 3],[l 12].
- L’épine de zabrak est une espèce végétale de l'univers « Officiel ». Originaire d'Umbara, il s'agit d'une plante bioluminescente[c 11].
- L’er'kit est une espèce intelligente de l'univers « Officiel » et de l'univers « Légendes » présente notamment dans le film La Menace fantôme. Originaire d'Er'Kit, il s'agit d'un humanoïde à la peau bleue[58].
- L’étalon cracien est une espèce animale de l'univers « Légendes ». Originaire de Craci, il est utilisé comme monture[d 31].
- L’étreinte de la mort est une espèce végétale de l'univers « Officiel ». Originaire d'Umbara, il s'agit d'une plante à tentacules[c 11].

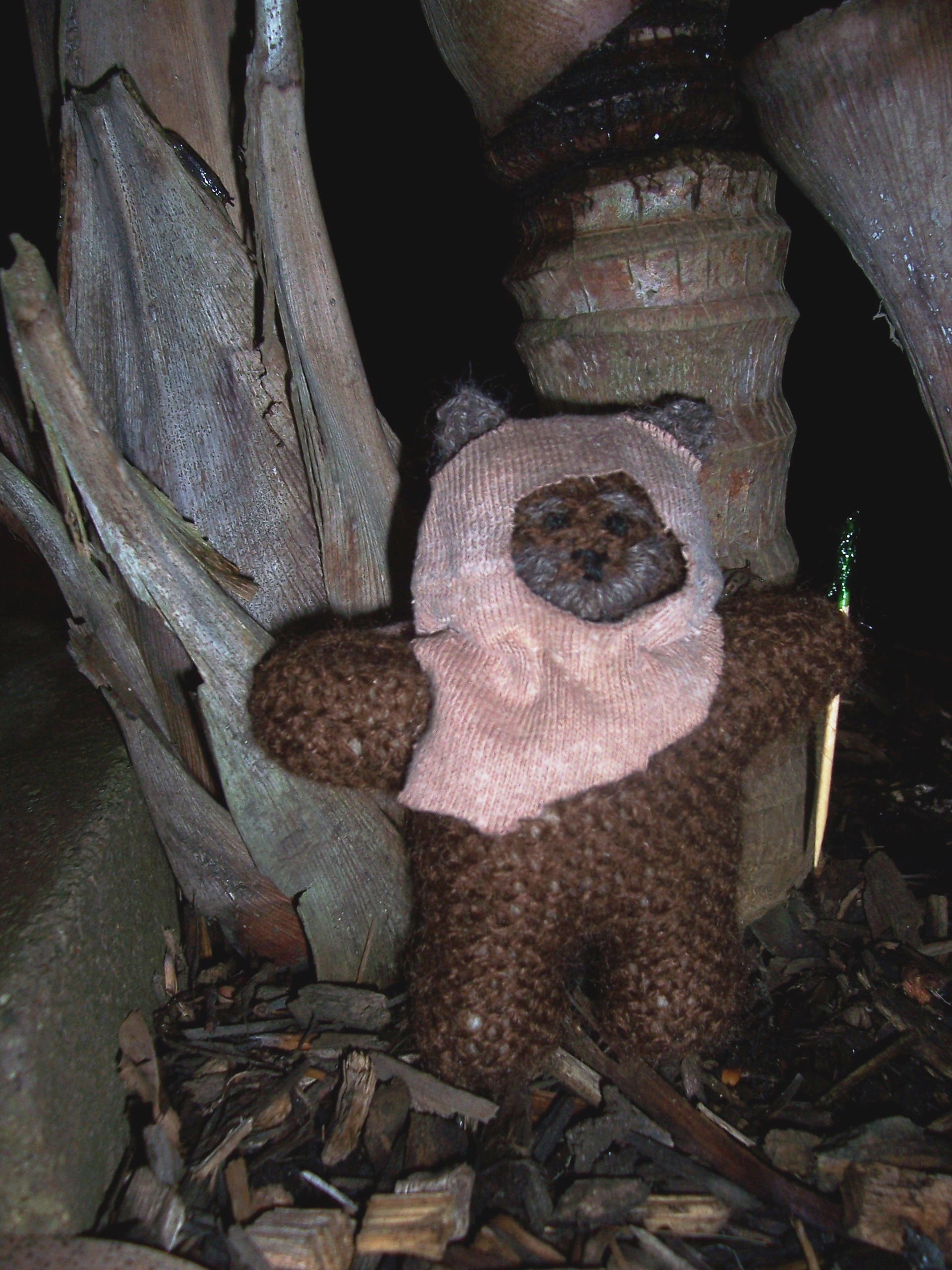
Peluche représentant un ewok.

- L’ewok est une espèce intelligente de l'univers « Officiel » et de l'univers « Légendes » présente notamment dans le film Le Retour du Jedi. Originaire de la lune forestière d'Endor, il s'agit d'un petit humanoïde comparable à un ours en peluche d'environ un mètre de haut entièrement recouvert de fourrure, grise, noire, orange ou marron[59],[c 9],[d 32],[f 39],[g 4],[a 7],[a 8],[a 9],[a 10],[a 11],[a 45],[a 38],[a 62],[a 55],[j 4],[a 21],[a 22],[a 43].
- L’exogorth ou limace de l'espace est une espèce animale de l'univers « Officiel » et de l'univers « Légendes » présente notamment dans le film L'Empire contre-attaque. Son origine n'est pas connue, il vit dans les champs d'astéroïdes. Cet invertébré peut mesurer jusqu'à neuf cents mètres de long, mais il mesure généralement dix mètres de long. Il se nourrit principalement de minéraux et d'émissions d'énergies stellaires, mais aussi de vaisseaux et d'êtres vivants de passage[60],[c 16],[e 9],[f 40],[l 13],[h 7],[a 45],[a 13],[a 14],[j 2].

### F
- Le faa est une espèce animale de l'univers « Officiel » et de l'univers « Légendes » présente notamment dans le film La Menace fantôme. Originaire de Naboo, ce poisson est un carnivore qui vit dans les eaux du lac Paonga[61],[c 7].
- Le falleen est une espèce intelligente de l'univers « Officiel » et de l'univers « Légendes ». Originaire de Falleen, il s'agit d'un humanoïde reptilien ayant une peau vert-bleu[c 2],[f 41],[a 9].
- Le falumpaset est une espèce animale de l'univers « Officiel » et de l'univers « Légendes » présente notamment dans le film La Menace fantôme. Originaire de Naboo, il s'agit d'un mammifère à la peau dure et marron, qui vit en troupeau dans les marais et les forêts. Il est domestiqué pour porter ou tracter de lourdes charges[62],[c 12],[f 42].
- Le fambaa est une espèce animale de l'univers « Officiel » et de l'univers « Légendes » présente notamment dans le film La Menace fantôme. Originaire de Naboo, ce cousin du falumpaset est grand, il est domestiqué pour transporté de lourdes charges[63],[c 3],[f 43].
- Le fathier est une espèce animale de l'univers « Officiel » présente notamment dans le film La Menace fantôme. Son origine est inconnue, il a de longues pattes qui lui permettent d'être rapide. Il est domestiqué pour sa vitesse[64],[l 14],[a 63].
- Le faucheux de Kintan est une espèce animale de l'univers « Officiel » et de l'univers « Légendes ». Il est originaire de Kintan[65].
- Le felucien est une espèce intelligente de l'univers « Officiel » et de l'univers « Légendes ». Originaire de Felucia, il vit dans les plaines et prairies[c 6],[d 33].
- Le fluggrien est une espèce intelligente de l'univers « Officiel » et de l'univers « Légendes » présente notamment dans le film La Menace fantôme. Originaire de Ploo IV, il a la peau verte et violette, des yeux jaunes, ainsi que des pointes le long de sa tête et de ses bras[66].
- Le fosh est une espèce intelligente de l'univers « Officiel » et de l'univers « Légendes ». Son origine est inconnue, il s'agit d'un être ayant un corps rappelant celui de l'oiseau, il a un torse fin, deux bras assez fragiles avec des mains à quatre doigts[f 44].
- Le frigosien est une espèce intelligente de l'univers « Officiel » présente notamment dans le film Le Réveil de la Force. Originaire de Tansyl 5, il a une tête ronde recouverte de poils jaunes. Ses yeux sont si sensibles à la lumière qu'il doit constamment porter des lunettes pour les protéger[67].
- Le fullor est une espèce animale de l'univers « Légendes ». Il est originaire de Dra III[d 34].
- Le fyrnock est une espèce animale de l'univers « Officiel » et de l'univers « Légendes ». Son origine est inconnue, il vit sur les astéroïdes. Il s'agit d'un prédateur quadrupède doté d'une queue et d'yeux jaunes[68],[c 16],[e 10],[l 15].

### G

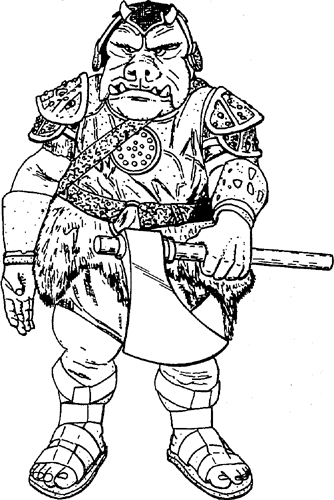
Fan art d'un gamorréen.

- Le gamorréen est une espèce intelligente de l'univers « Officiel » et de l'univers « Légendes » présente notamment dans le film Le Retour du Jedi. Originaire de Gamorr, il a une silhouette trapue et une tête rappelant celle du porc avec un groin et deux défenses. Il est réputé pour son manque d'intelligence et son affinité pour la violence. Son espérance de vie est d'environ seulement 25 ans[69],[c 9],[d 35],[f 45],[g 13],[h 8],[a 8],[a 13],[a 61],[a 54],[a 38],[j 5],[a 21].
- Le gand est une espèce intelligente de l'univers « Officiel » et de l'univers « Légendes » présente notamment dans le film L'Empire contre-attaque. Originaire de Gand, il est habitué à respirer de l'ammoniac ce qui l'oblige à porter un système respiratoire lorsqu'il voyage sur d'autres mondes. Son espérance de vie est d'environ 60 ans[70],[c 1],[f 46],[a 8],[a 61],[a 38],[a 21].
- Le gelagrub ou scarabée des sables felucien est une espèce animale de l'univers « Officiel » et de l'univers « Légendes » présente notamment dans le film La Revanche des Sith. Originaire de Felucia, il s'agit d'un insecte utilisé comme monture[c 18],[d 33].
- Le gen'dai est une espèce intelligente de l'univers « Légendes ». Son origine est inconnue, il a une longévité de plus de quatre-mille ans[f 47].
- Le géonosien est une espèce intelligente de l'univers « Officiel » et de l'univers « Légendes » présente notamment dans les films L'Attaque des clones et La Revanche des Sith. Originaire de Géonosis, il s'agit d'un insectoïde vivant en ruche. Celle-ci est divisée en nids dans lesquels se trouvent une reine qui pond les œufs, des guerriers et des ouvriers. Les aristocrates sont ailés, contrairement aux drones, inférieurs dans les castes géonosiennes. Pratiquement tous les géonosiens sont exterminés durant l'ère impériale. L'espérance de vie d'un géonosien est d'environ 65 ans[71],[c 17],[d 36],[f 48],[h 9],[a 8],[a 9],[a 10],[a 38],[a 55],[k 5],[k 6],[a 21].
- Le ghhhk est une espèce animale de l'univers « Officiel » et de l'univers « Légendes ». Originaire de Bith, il vit dans les arbres[72].
- Le gigoren est une espèce intelligente de l'univers « Officiel » et de l'univers « Légendes » présente notamment dans les films Solo et Rogue One. Originaire de Gigor, il s'agit d'un humanoïde recouvert de poils[73].
- Le ginntho est une espèce animale de l'univers « Officiel » et de l'univers « Légendes » présente notamment dans le film La Revanche des Sith. Originaire d'Utapau, il s'agit d'un arachnide[c 18],[a 64].
- Le givin est une espèce intelligente de l'univers « Officiel » et de l'univers « Légendes » présente notamment dans le film Un nouvel espoir. Originaire de Yag'dhul, il a l'apparence d'un squelette avec deux grosses orbites. Son cerveau lui permet d'effectuer des calculs complexes, comme ceux qui sont liés à l'hyperespace, de tête[74],[f 49],[a 24].
- Le gorax est une espèce intelligente de l'univers « Officiel » et de l'univers « Légendes ». Originaire d'Endor, ce prédateur de grande taille habite généralement les montagnes où il vit dans une tanière[75],[d 32],[a 10].
- Le gorg est une espèce animale de l'univers « Officiel » et de l'univers « Légendes » présente notamment dans les films La Menace fantôme et Le Retour du Jedi. Originaire de Tatooine, il s'agit d'un amphibien[c 3].
- Le gossam est une espèce intelligente de l'univers « Officiel » et de l'univers « Légendes » présente notamment dans les films L'Attaque des clones et La Revanche des Sith. Originaire de Castell, il s'agit d'un petit humanoïde saurien ayant la peau verte, les yeux jaunes et une longue tête inclinée vers l'arrière[f 50].
- Le gothal est une espèce intelligente de l'univers « Officiel » et de l'univers « Légendes » présente notamment dans le film Un nouvel espoir. Originaire d'Antar 4, il s'agit d'un humanoïde recouvert de fourrure sauf au niveau du visage où il a une peu gris-marron. Les cornes sur sa tête lui permettent de percevoir les émotions d'autrui[f 51],[a 24].
- Le gran est une espèce intelligente de l'univers « Officiel » et de l'univers « Légendes » présente notamment dans les films La Menace fantôme, L'Attaque des clones, The Clone Wars, La Revanche des Sith et Le Retour du Jedi. Originaire de Malastare, cet humanoïde a trois yeux sur la tête ainsi que des antennes sur le crâne[76],[c 2],[d 28],[f 52],[a 8].
- Le grand arbre gâteau est une espèce végétale de l'univers « Officiel ». Il est originaire de Saleucami[c 10].
- Le gree est une espèce intelligente de l'univers « Officiel » et de l'univers « Légendes ». Peu de choses sont connues à propos de cette espèce[h 10]. Dans l'univers « Légendes », il est originaire de Gree, il s'agit d'un céphalopode vivant à la surface de la planète[d 8].
- Le grindalid est une espèce intelligente de l'univers « Officiel » présente notamment dans le film Solo. Son origine est inconnue, il se rapproche de l'insecte et est extrêmement sensible à la lumière au point de ne pas pouvoir supporter une trop forte luminosité[77],[a 61].
- Le gundark est une espèce animale de l'univers « Officiel » et de l'univers « Légendes » présente notamment dans le film Le Réveil de la Force. Originaire de Vanquor, il s'agit d'un prédateur ayant la peau rouge et seize longues griffes[78],[c 8],[e 11],[f 53],[l 16].

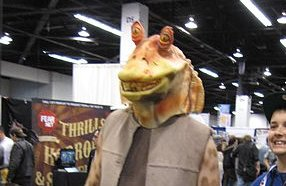
Cosplay de Jar Jar Binks, un gungan.

- Le gungan est une espèce intelligente de l'univers « Officiel » et de l'univers « Légendes » présente notamment dans les films La Menace fantôme, L'Attaque des clones, La Revanche des Sith et Le Retour du Jedi. Originaire de Naboo, cet humanoïde amphibien dispose de poumons lui permettant de garder sa respiration longtemps quand il nage sous l'eau. Sa longue langue en forme de cuillère lui permet de saisir de la nourriture. Il existe deux sous-espèces de gungan : le gungan otolla, qui est grand et a deux grandes oreilles, et le gungan ankura, qui est plus massif, a un bec et de petites oreilles. L'espérance de vie d'un gungan est d'environ 65 ans[79],[c 9],[d 37],[e 12],[f 54],[a 8],[a 9],[a 10],[a 59],[a 38],[a 62],[a 21].
- Le gutkurr est une espèce animale de l'univers « Officiel » et de l'univers « Légendes ». Originaire de Ryloth, il s'agit d'un prédateur chassant en meute[c 18].
- Le gutretee est une espèce intelligente de l'univers « Légendes ». Originaire d'Isis, il est fait de pierre[d 38].

### H
- L’h’nemthe est une espèce intelligente de l'univers « Officiel » et de l'univers « Légendes » présente notamment dans les films Un nouvel espoir et Le Retour du Jedi. Son origine est inconnue, il s'agit d'un bipède reptilien ayant un nez pointu et de petites cornes sur le crâne. Dans l'univers « Légendes », il est originaire d'H’nemthe[f 55].
- L’happabore est une espèce animale de l'univers « Officiel » présente notamment dans le film Le Réveil de la Force. Originaire de Jakku, il s'agit d'un herbivore au long museau plat qui est utilisé comme monture[80],[l 17],[c 12],[h 11],[a 45],[a 63].
- L’hassk est une espèce intelligente de l'univers « Officiel » présente notamment dans le film Le Réveil de la Force. Originaire d'Hasskyn, cet humanoïde recouvert de poil est réputé pour être agressif[81],[c 2].
- L’herbe squelette est une espèce végétale de l'univers « Officiel ». Originaire d'Onderon, il s'agit d'un arbuste[c 10].
- L’hiitien est une espèce intelligente de l'univers « Officiel » et de l'univers « Légendes ». Originaire d'Hiit, il a la capacité de voler[d 23].
- L’hoover est une espèce intelligente de l'univers « Officiel » et de l'univers « Légendes ». Son origine est inconnue, il est parfois confondu avec un organisme nuisible[c 1].
- L’houjix est une espèce animale de l'univers « Officiel » et de l'univers « Légendes ». Son origine précise n'est pas connue, il est très répandu sur Kinyen[82].

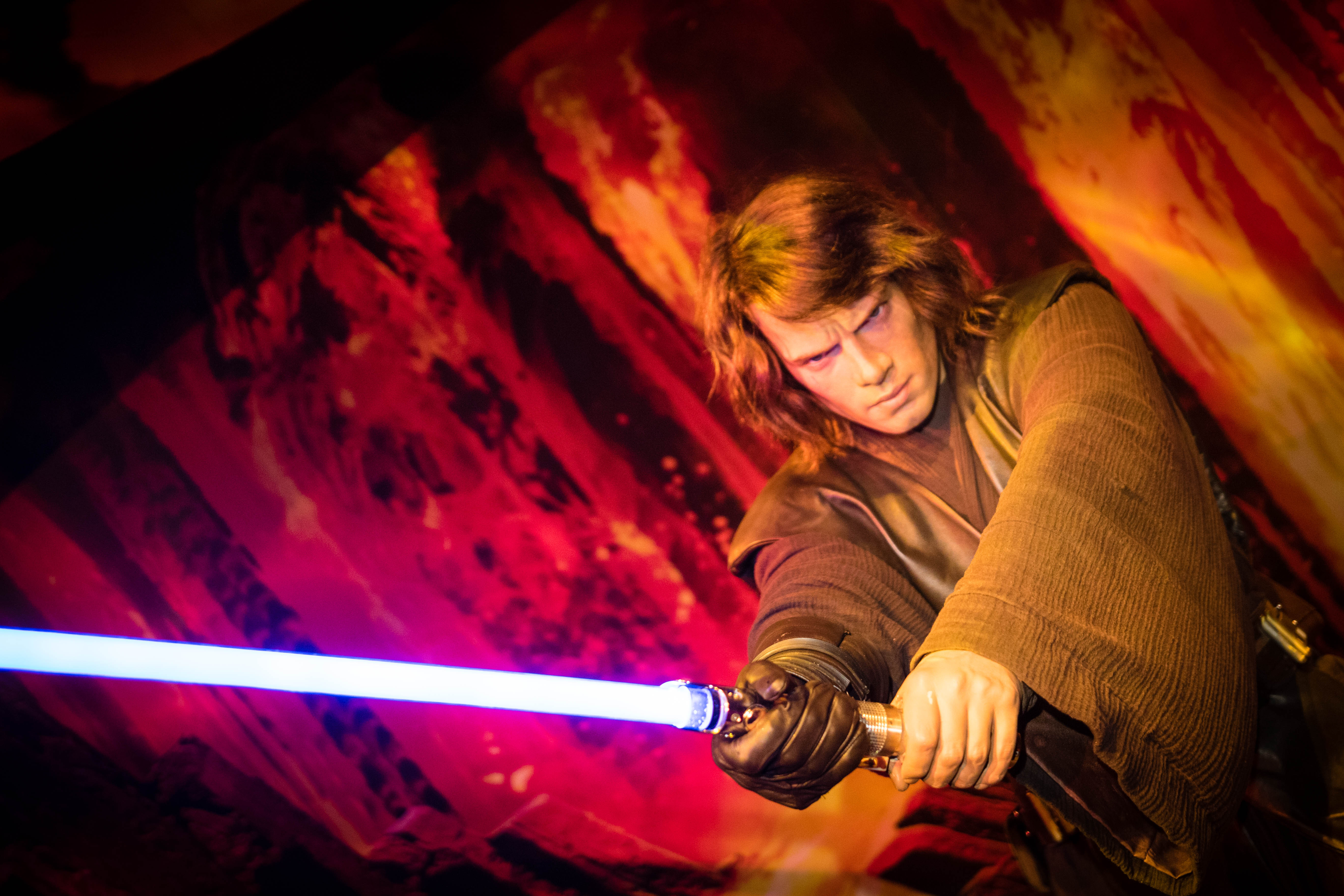
Statue de cire d'Anakin Skywalker, un humain.

- L’humain est une espèce intelligente de l'univers « Officiel » et de l'univers « Légendes » présente notamment dans les films La Menace fantôme, L'Attaque des clones, The Clone Wars, La Revanche des Sith, Solo, Rogue One, Un nouvel espoir, L'Empire contre-attaque, Le Retour du Jedi, Le Réveil de la Force, Les Derniers Jedi et L'Ascension de Skywalker. Son origine est inconnue, il s'agit de l'espèce la plus répandue dans la galaxie, l'humain a en effet une bonne capacité d'adaptation qui lui permet de vivre dans tout type de milieu[c 2],[d 20],[f 56],[a 10]. Dans l'univers « Légendes », il est originaire de Coruscant[d 39],[d 8],[f 56],[a 9].

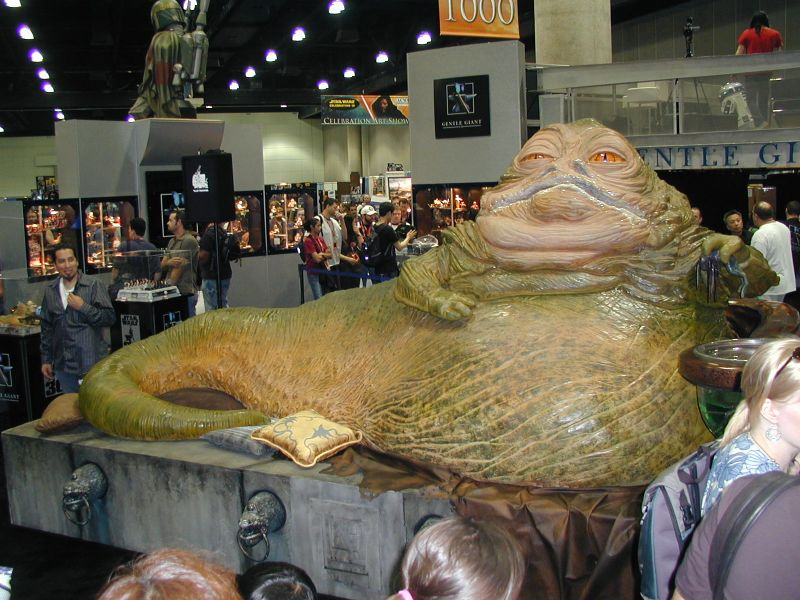
Statue de Jabba, un hutt.

- Le hutt est une espèce intelligente de l'univers « Officiel » et de l'univers « Légendes » présente notamment dans les films La Menace fantôme, The Clone Wars, Un nouvel espoir et Le Retour du Jedi. Originaire de Nal Hutta, il ressemble à une limace avec une peau gluante et des petits bras potelés, il peut vivre plusieurs siècles. La plupart font partie d'un syndicat du . Il peut vivre plusieurs siècles[83],[c 9],[d 40],[f 57],[a 7],[a 8],[a 9],[a 10],[a 55],[a 59],[a 54],[a 38],[a 21],[a 22],[a 43].

### I
- L’ikopi est une espèce animale de l'univers « Officiel » et de l'univers « Légendes » présente notamment dans le film La Menace fantôme. Originaire de Naboo, il s'agit d'un herbivore courant très vite qui vit en troupeau dans les prairies[c 12].
- L’iktotchi est une espèce intelligente de l'univers « Officiel » et de l'univers « Légendes » présente notamment dans les films La Menace fantôme, L'Attaque des clones et La Revanche des Sith. Originaire d'Iktotch, il a deux cornes sur la tête ainsi qu'une peau épaisse, orange et sombre[84],[c 5],[f 58],[a 9]. Il possède également une forte connexion avec la Force, en raison de l'inhospitalité de leur planète d'origine. La plupart des iktotchis sont ainsi des télépathes. Saesee Tiin, un des membres du conseil Jedi durant la guerre des clones, est un iktotchi[a 65],[a 66].

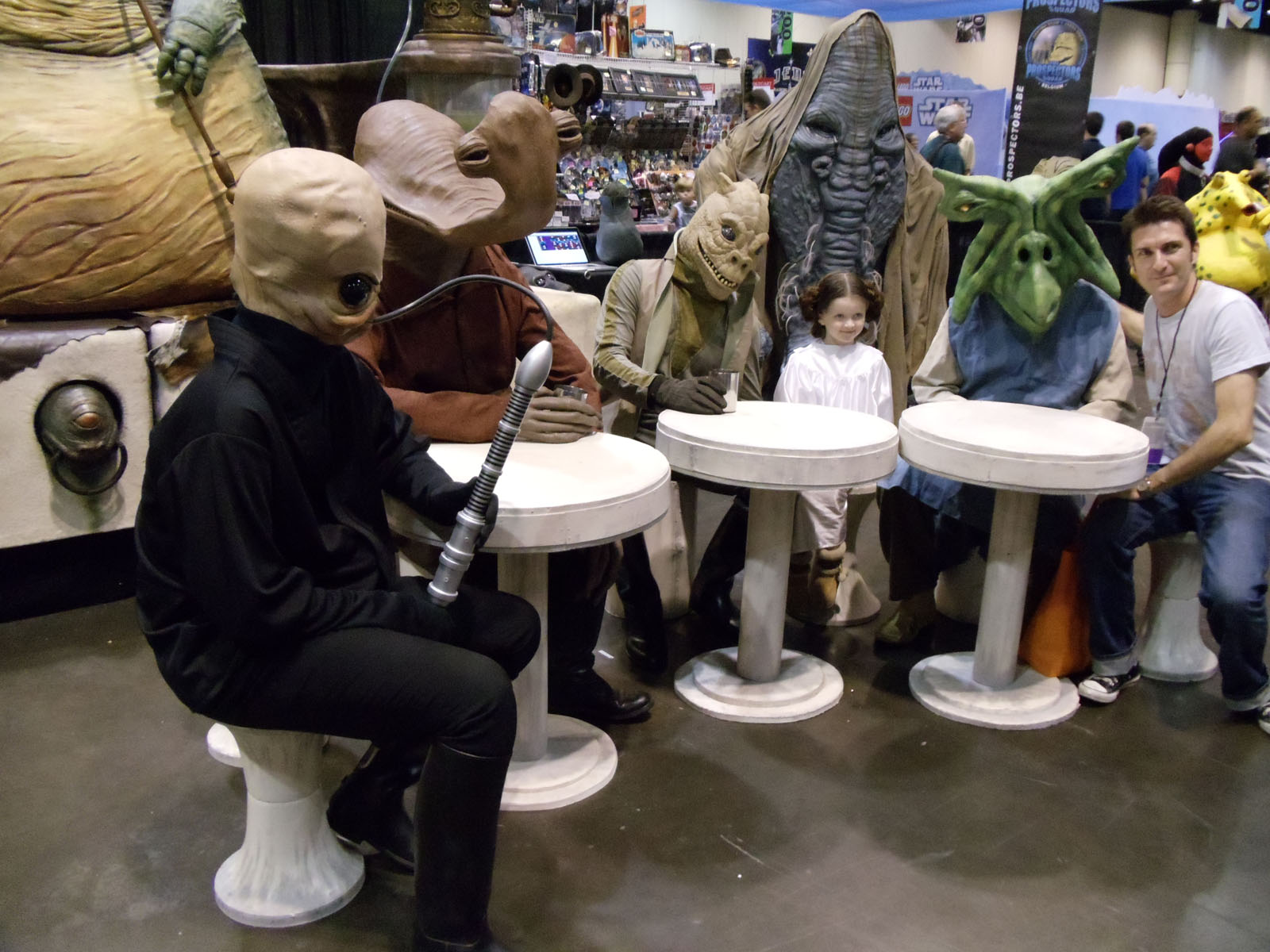
Cosplays d'un bith, d'un ithorien, d'un trandoshien, d'un chevin et d'un ishi tib.

- L’ishi tib est une espèce intelligente de l'univers « Officiel » et de l'univers « Légendes » présente notamment dans les films La Menace fantôme, L'Attaque des clones, La Revanche des Sith et Le Retour du Jedi. Originaire de Tibrin, il a la peau verte et un visage en forme d'étoile avec un bec et deux jaunes globuleux[85],[c 9],[f 59],[a 8].
- L’ithorien ou tête de marteau est une espèce intelligente de l'univers « Officiel » et de l'univers « Légendes » présente notamment dans les films La Menace fantôme, L'Attaque des clones, The Clone Wars, Un nouvel espoir et L'Ascension de Skywalker. Originaire d'Ithor, il dispose de deux bouches et de quatre gorges qui lui permettent de parler en stéréo[86],[c 6],[d 41],[f 60],[a 8],[a 46],[a 38],[a 21].

### J

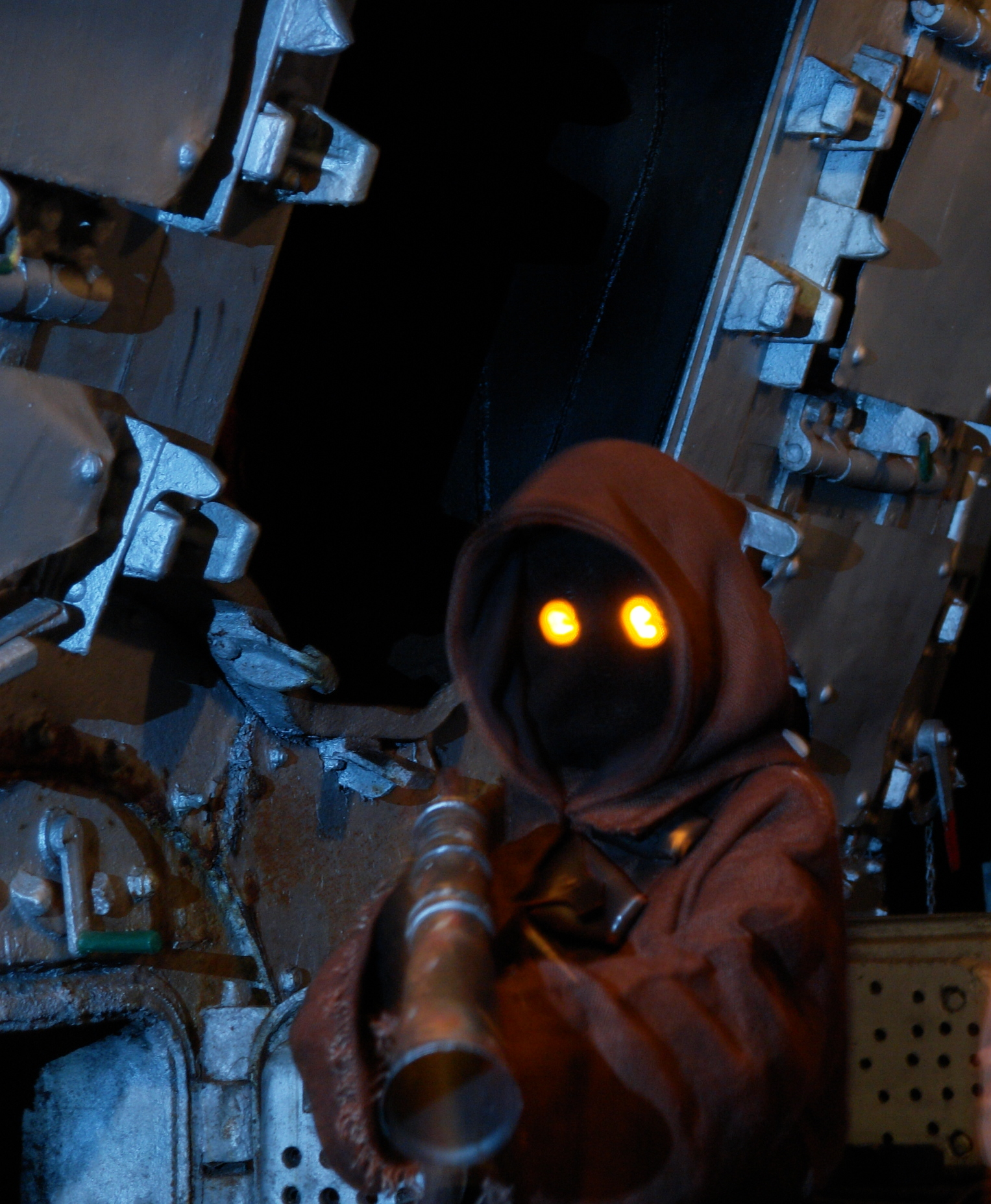
Cosplay d'un jawa.

- Le jawa est une espèce intelligente de l'univers « Officiel » et de l'univers « Légendes » présente notamment dans les films La Menace fantôme, L'Attaque des clones, The Clone Wars, Un nouvel espoir, Le Retour du Jedi et L'Ascension de Skywalker. Originaire de Tatooine, il mesure environ un mètre et porte une longue tunique pour se protéger de la chaleur et une capuche qui cache sa tête, dont l'apparence est inconnue des autres espèces. Dans l'univers « Légendes », c'est un rongeur. Il a une espérance de vie de 80 ans[87],[c 17],[e 13],[f 61],[g 14],[h 12],[l 18],[a 7],[a 8],[a 9],[a 10],[a 11],[a 59],[a 39],[a 38],[j 6],[a 21],[a 22].
- Le jerba est une espèce animale de l'univers « Officiel » et de l'univers « Légendes » présente notamment dans les films Un nouvel espoir et Le Retour du Jedi. Originaire de Tatooine, il a des cornes et une épaisse fourrure, il est domestiqué et sert comme bête de somme[88].
- Le joopa est une espèce animale de l'univers « Officiel ». Originaire de Seelos, il se déplace sous la surface et en sort pour attaquer ses proies par surprise[c 14],[l 19].

### K
- Le kaadu est une espèce animale de l'univers « Officiel » et de l'univers « Légendes » présente notamment dans le film La Menace fantôme. Originaire de Naboo, il s'agit d'un repatavien[Note 6] ayant un bec plat. Il vit à la surface mais est capable de respirer sous l'eau. Il est utilisé comme monture, notamment parce qu'il peut se déplacer assez vite[89],[c 13],[e 14],[f 62],[j 3],[l 20].

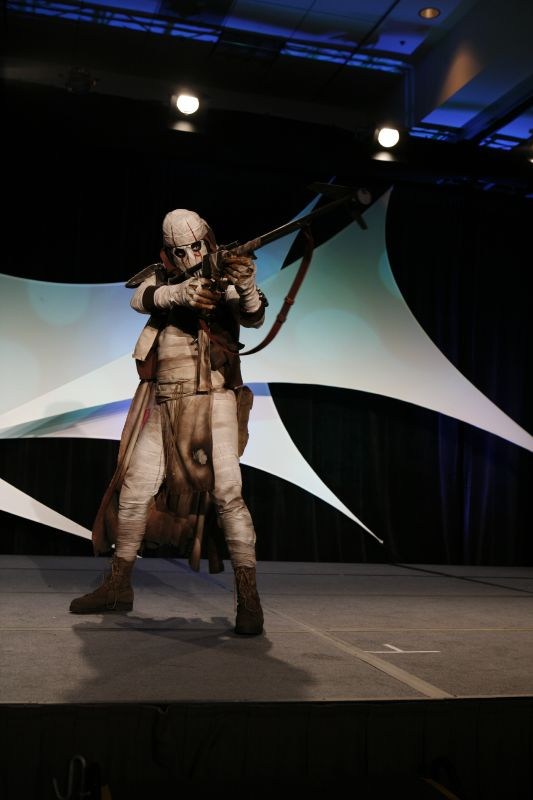
Cosplay du général Grievous, un kaleesh, avant qu'il ne soit transformé en cyborg.

- Le kaleesh est une espèce intelligente de l'univers « Officiel » et de l'univers « Légendes » présente notamment dans les films The Clone Wars et La Revanche des Sith. Originaire de Kalee, il s'agit d'un humanoïde à la peau rouge, au nez long et plat, aux oreilles allongées et aux yeux jaunes[90],[d 42],[f 63],[a 12],[a 46].
- Le kallerien est une espèce intelligente de l'univers « Officiel ». Originaire de Kaller, il s'agit d'un humanoïde de grande taille pouvant vivre sous l'eau[91].
- Le kallidahin ou polis massien est une espèce intelligente de l'univers « Officiel » et de l'univers « Légendes » présente notamment dans le film La Revanche des Sith. Originaire de Kallidah, il s'agit d'un humanoïde ayant un visage pâle sans bouche ni nez, ainsi qu'une peau grise[e 15],[f 64],[h 13].

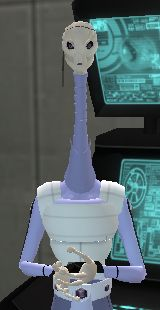
Fan art d'une kaminoen.

- Le kaminoen ou kaminoien ou kaminoan est une espèce intelligente de l'univers « Officiel » et de l'univers « Légendes » présente notamment dans le film L'Attaque des clones. Originaire de Kamino, il a un corps grand, mince et gracieux, avec un long cou composé d'uniquement sept vertèbres. Il ne voit que dans l'ultraviolet. Son espérance de vie est d'environ 80 ans. Le mâle possède une crête[92],[c 9],[d 43],[f 65],[g 7],[a 8],[a 9],[a 10],[a 39],[a 54],[a 47],[a 38],[k 7],[a 21].
- Le karkarodon est une espèce intelligente de l'univers « Officiel » et de l'univers « Légendes ». Originaire de Karkaris, il a les mains et les pieds palmés ainsi qu'une puissante machoire[93],[c 9].

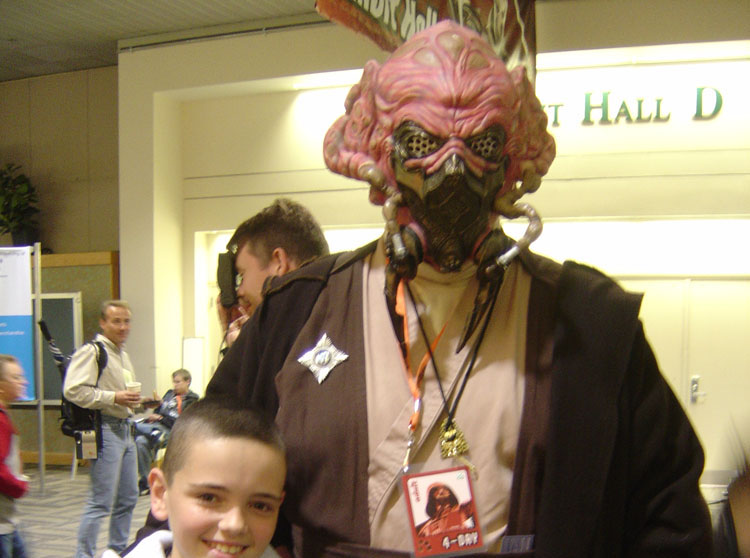
Cosplay de Plo Koon, un kel dor.

- Le kel dor est une espèce intelligente de l'univers « Officiel » et de l'univers « Légendes » présente notamment dans les films La Menace fantôme, L'Attaque des clones, The Clone Wars et La Revanche des Sith. Originaire de Dorin, il a une peau épaisse et orange, et respire de l'hélium. Quand il voyage sur des planètes dont l'atmosphère est riche en oxygène, il est obligé de porter un masque car ce gaz est toxique pour lui, il doit également porter des lunettes pour empêcher ses fluides oculaires de s'évaporer[94],[c 1],[f 66],[a 38],[a 21]. Grâce à leur peau épaisse comme du cuir, le Kel Dor peut survivre dans le vide spatial[a 67]. Ce dernier est également plus sensible à la Force que d'autres espèces de la galaxie, et la religion principale des Kel Dor est axée autour de cette dernière[a 68]. Le maître Jedi Plo Koon, membre du conseil lors de la Guerre des Clones, est un Kel Dor[a 69].
- Le kérédien est une espèce intelligente de l'univers « Officiel » présente notamment dans le film Rogue One. Son origine est inconnue, il s'agit d'un humanoïde à la peau verte[95].
- Le khil est une espèce intelligente de l'univers « Légendes ». Originaire de Belnar, cet humanoïde vert n'a pas de bouche mais des tentacules à la place[d 20].

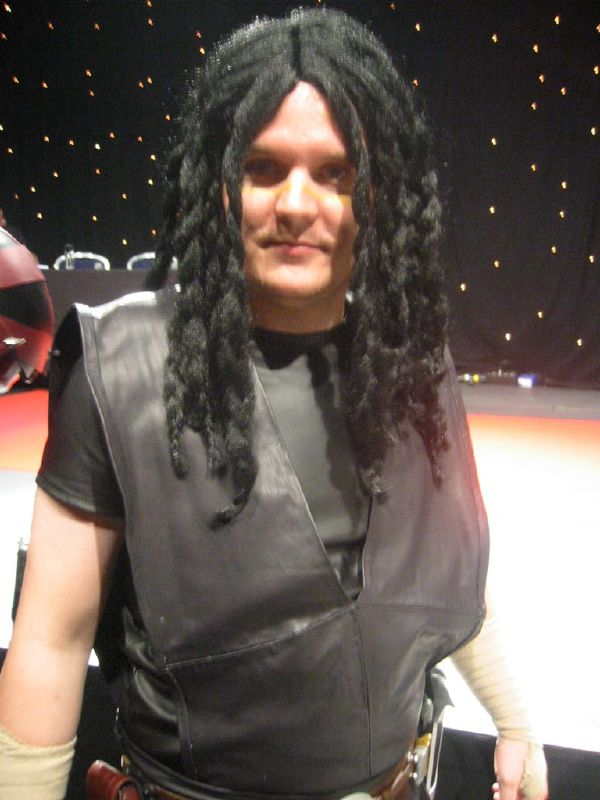
Cosplay de Quinlan Vos, un kiffar.

- Le kiffar est une espèce intelligente de l'univers « Officiel » et de l'univers « Légendes » présente notamment dans le film La Menace fantôme. Originaire de Kiffu et Kiffex, il a la même apparence que l'humain[96].
- Le killam est une espèce intelligente de l'univers « Légendes ». Il est originaire de Quas Killam[d 44].
- Le killik est une espèce intelligente de l'univers « Légendes ». Originaire d'Alderaan, il s'agit d'un insecte qui disparaît dans les Régions inconnues vers 30 000 av. BY[d 45],[d 8],[f 67],[a 24].
- Le kiros est une espèce animale de l'univers « Officiel » et de l'univers « Légendes ». Originaire de Kiros, il s'agit d'un oiseau[c 15].
- Le kitonak est une espèce intelligente de l'univers « Officiel » et de l'univers « Légendes » présente notamment dans le film Le Retour du Jedi. Originaire de Kirdo III, il a une peau épaisse qui le protège de la chaleur. Il a un corps dense sentant la vanille, ainsi que deux petits yeux cachés dans les replis de la peau[97],[c 17],[f 68],[a 8],[a 56].
- Le klatooinien est une espèce intelligente de l'univers « Officiel » et de l'univers « Légendes » présente notamment dans les films La Menace fantôme, L'Attaque des clones et Le Retour du Jedi. Originaire de Klatooine, il est musclé , a l'air renfrogné et possède deux crocs apparents[98],[c 5],[f 69],[a 8].
- Le kli'aari est une espèce intelligente de l'univers « Légendes ». Originaire de Kli'aar, cet humanoïde possède quatre bras[d 15].
- Le kod'yok est une espèce animale de l'univers « Officiel » présente notamment dans le film Solo. Originaire de Vandor-1, il vit en troupeau dans des plaines enneigées, il est utilisé comme monture[99],[a 46].
- Le koorivar est une espèce intelligente de l'univers « Officiel » et de l'univers « Légendes » présente notamment dans les films La Menace fantôme, L'Attaque des clones et La Revanche des Sith. Originaire de Kooriva, il s'agit d'un humanoïde de grande taille ayant une corne sur le sommet du crâne. celle-ci est plus épaisse chez le mâle[100],[c 2],[f 70],[k 8].
- Le kouhun est une espèce animale de l'univers « Officiel » et de l'univers « Légendes » présente notamment dans le film L'Attaque des clones. Originaires d'Indoumodo, cet arthropode a la capacité de vivre dans tous les types d'environnement. Il peut se déplacer sur tout type de surface et dispose de dards à l'avant et à l'arrière de son corps. Ceux-ci injectent silencieusement un venin extrêmement dangereux pouvant tuer un humain en quelques instants. Lorsqu'il est affamé, il attaque les formes de vie à sang chaud à proximité[101],[c 18],[e 16],[f 71],[a 12],[k 4],[l 21].
- La krykna est une espèce animale de l'univers « Officiel ». Originaire d'Atollon, il s'agit d'un arachnide à six pattes qui chasse grâce à une toile dans laquelle se piègent ses proies[c 18],[i 4],[l 22],[a 64],[a 55],[a 14].

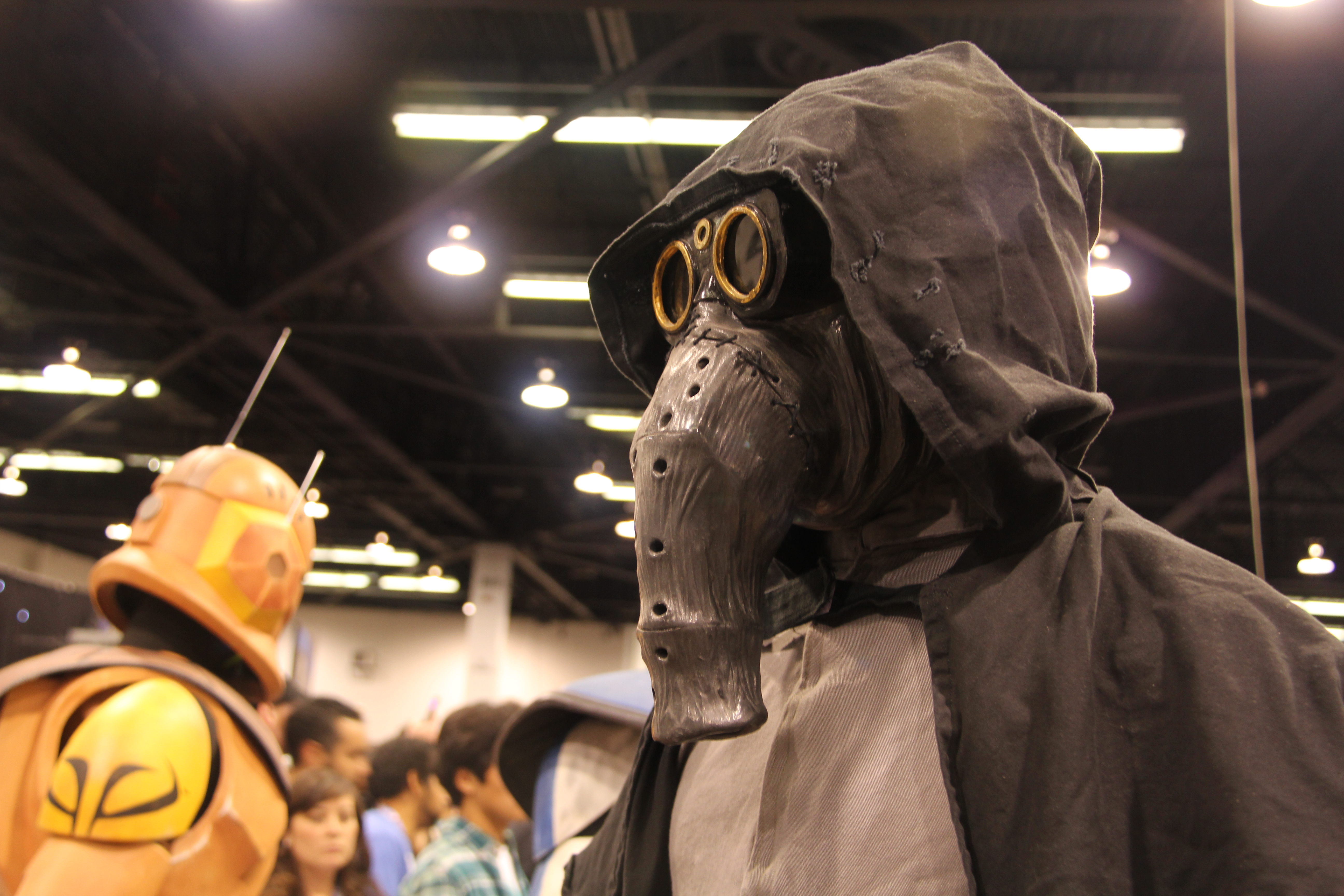
Cosplay de Garindan, un kubaz.

- Le kubaz est une espèce intelligente de l'univers « Officiel » et de l'univers « Légendes » présente notamment dans le film Un nouvel espoir. Originaire de Kubindi, il s'agit d'un humanoïde insectivore qui possède un museau proéminent lui permettant d'aspirer ses proies, principalement des insectes. Son espérance de vie est d'environ 90 ans[102],[f 72],[a 8],[a 38],[a 21],[a 24].
- Le kushiban est une espèce intelligente de l'univers « Légendes ». Originaire de Kushibah, il ressemble beaucoup au lapin[d 15].
- Le kwa est une espèce intelligente de l'univers « Légendes ». Originaire de Dathomir, il s'agit d'un reptile bipède[d 46],[d 8].
- Le kwazel maw est une espèce animale de l'univers « Officiel » et de l'univers « Légendes ». Originaire de Rodia, il a une peau bioluminescente et suffisamment épaisse pour résister à un tir de blaster. Il vit dans les marais où il chasse des grosses proies telles que des êtres humanoïdes[c 7].
- Le kyuzo est une intelligente de l'univers « Officiel » et de l'univers « Légendes » présente notamment dans le film Le Réveil de la Force. Originaire de Phatrong, il doit porter un filtre respiratoire lorsqu'il voyage sur d'autres mondes[c 1],[b 2],[a 37].

### L
- Le laa est une espèce animale de l'univers « Officiel » et de l'univers « Légendes » présente notamment dans le film La Menace fantôme. Originaire de Naboo, ce poisson vit dans les eaux du lac Paonga[61],[c 7].
- Le lafran est une espèce intelligente de l'univers « Légendes ». Originaire de Lafra, il s'agit d'une espèce humanoïde[d 31].
- Le lamproid est une espèce intelligente de l'univers « Officiel » et de l'univers « Légendes » présente notamment dans le film Un nouvel espoir. Originaire de Florn, il possède un long cou, de grandes dents et une queue venimeuse[103],[f 73].
- Le lanai est une espèce intelligente de l'univers « Officiel » présente notamment dans le film Les Derniers Jedi. Originaire d'Ahch-To, il s'agit d'un petit humanoïde à la peau grise. La femelle est appelée « gardienne », elle vit sur une île tout le long de l'année. Le mâle est appelé « visiteur » et passe presque toute l'année dans l'eau pour chasser et pêcher, il ne revient environ une fois tous les mois[104],[a 56].
- La langue bleue de hutt est une espèce végétale de l'univers « Officiel ». Originaire d'Onderon, il s'agit d'un arbuste dont les feuilles ont la capacité de collecter l'eau environnante[c 10].
- Le lannik est une espèce intelligente de l'univers « Officiel » et de l'univers « Légendes » présente notamment dans les films La Menace fantôme et L'Attaque des clones. Originaire de Lannik, il s'agit d'un petit humanoïde ayant de grandes oreilles pointues[105],[f 74].
- Le lasat est une espèce intelligente de l'univers « Officiel » et de l'univers « Légendes ». Originaire de Lira San, il s'agit d'un humanoïde de grande taille fort et agile, doué notamment au combat au corps à corps[106],[c 2],[a 7],[a 8],[a 39],[a 38],[a 21],[a 22].
- Le lee romay est une espèce végétale de l'univers « Officiel ». Originaire de Mon Cala, il s'agit d'une palourde vivant dans les océans[c 4].
- Le leffingite est une espèce intelligente de l'univers « Officiel » et de l'univers « Légendes » présente notamment dans le film L'Attaque des clones. Originaire d'Almak, il s'agit d'un humanoïde ayant des cornes sur le crâne et quatre yeux[107].
- Le lepi est une espèce intelligente de l'univers « Officiel » et de l'univers « Légendes ». Dans l'univers « Légendes », il est originaire de Coachelle[d 44].
- La limace de duracier est une espèce animale de l'univers « Officiel » et de l'univers « Légendes ». Originaire de Coruscant, à la naissance sa peau est fragile, elle se renforce de duracier, une roche très résistante, avec le temps. Elle mesure de 3 à 5 mètres, peut-être même jusqu'à 10 mètres de long[c 14],[k 9].
- La limace des marais est une espèce animale de l'univers « Officiel » et de l'univers « Légendes ». Originaire de Dagobah, il s'agit d'un gastéropode se nourrissant de tout ce qu'il trouve[f 75].
- La limace k'lor est une espèce animale de l'univers « Officiel » et de l'univers « Légendes ». Son origine est inconnue, elle vivrait dans les marais de la Bordure extérieure[108].
- Le loth-cat ou loth-chat est une espèce animale de l'univers « Officiel ». Originaire de Lothal, il s'agit d'un petit félin ayant un visage plat et une large gueule[109],[c 8],[l 23].
- Le loth-loup est une espèce animale de l'univers « Officiel ». Originaire de Lothal, il s'agit d'un canidé de grande taille et robuste[110],[l 24].
- Le luggabeast[Note 9] est une espèce animale de l'univers « Officiel » présente notamment dans le film Le Réveil de la Force. Originaire de Jakku, il est domestiqué notamment pour porter de lourdes charges sur de longues distances[111],[h 14],[l 25],[a 63].
- Le lurmen est une espèce intelligente de l'univers « Officiel » et de l'univers « Légendes ». Originaire de Mygeeto, il vit généralement dans les plaines et prairies[c 6],[b 3].
- Le lurrian est une espèce intelligente de l'univers « Légendes ». Il est originaire de Lur[d 34].
- Le lutrillien est une espèce intelligente de l'univers « Officiel » et de l'univers « Légendes » présente notamment dans les films Un nouvel espoir et L'Empire contre-attaque. Originaire de Luttrilla, il s'agit d'un humanoïde à la corpulence forte avec des bajoues couvertes de poils[112].

### M
- Le mairan ou bor est une espèce animale de l'univers « Officiel » et de l'univers « Légendes » présente notamment dans le film Rogue One. Originaire de Maires, il s'agit d'un être multipode ayant la capacité de lire les esprits[113].
- La manta neebraise ou raie neebray est une espèce animale de l'univers « Officiel » et de l'univers « Légendes » présente notamment dans le film The Clone Wars. Originaire de Tatooine, il s'agit d'un animal volant sans bras ni jambe qui se nourrit de gaz stellaires. À l'âge adulte, elle peut atteindre la taille de mille-six-cent-soixante-quatorze mètres[114],[c 16].
- La marina rung est une espèce végétale de l'univers « Officiel ». Originaire de Wasskah, sa fleur est comestible[c 10].
- Le massif ou massiff est une espèce animale de l'univers « Officiel » et de l'univers « Légendes » présente notamment dans le film L'Attaque des clones. Originaire de Tatooine et Géonosis, il s'agit d'un quadrupède dont l'allure rappelle le canidé. Il sert parfois d'animal de compagnie[115],[c 13],[e 17],[f 76],[k 5],[l 26].
- La méduse hydroïde est une espèce animale de l'univers « Officiel » et de l'univers « Légendes ». Originaire de Karkaris, il s'agit d'un animal marin géant doté de tentacules électrifiés[e 18],[l 27].
- Le mee est une espèce animale de l'univers « Officiel » et de l'univers « Légendes » présente notamment dans le film La Menace fantôme. Originaire de Naboo, ce poisson doté d'une épine dorsale venimeuse vit dans les eaux du lac Paonga[61],[c 4].
- Le meftien est une espèce intelligente de l'univers « Officiel » présente notamment dans le film Rogue One. Son origine est inconnue, il s'agit d'un humanoïde recouvert d'une fourrure blanche et noir aux poils longs[116].
- Le melitto est une espèce intelligente de l'univers « Officiel » et de l'univers « Légendes » présente notamment dans le film Le Réveil de la Force. Originaire de Li-Toran, il s'agit d'un humanoïde sans œil ni bouche dont l'apparence rappelle celle de l'insecte. Ses poils hypersensibles présents sur tout le corps lui permettent de percevoir l'environnement. Lorsqu'il voyage sur d'autres mondes, il doit s'équiper d'un système respiratoire[117],[a 37].
- Le midi-chlorien est une espèce intelligente de l'univers « Officiel » et de l'univers « Légendes ». Originaire de la Planète de la Force, il s'agit d'un micro-organisme présent dans tous les êtres vivants de la galaxie. Il peut ainsi les connecter à la Force. Le taux de midi-chloriens dans le sang d'un individu permet de savoir à quel point il est réceptif à la Force[b 4],[f 77],[118],[a 40].
- Le mikkian est une espèce intelligente de l'univers « Officiel » et de l'univers « Légendes ». Originaire de Mikkia, cet humanoïde a une chevelure faite de mèches épaisses et la couleur de sa peau varie entre le bleu, le vert, le jaune et le rose[119],[c 1].
- Le milodon est une espèce animale de l'univers « Officiel » et de l'univers « Légendes ». Originaire de Quarzite, il s'agit d'un insecte utilisé comme monture[c 18].
- Le mimbanais ou mimbanien ou mimbanite est une espèce intelligente de l'univers « Officiel » et de l'univers « Légendes » présente notamment dans le film Solo. Originaire de Mimban[Note 10], cet humanoïde à la peau rouge dispose d'une excellente vision dans l'obscurité[120],[d 47].

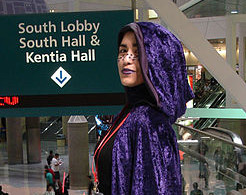
Cosplay de Barriss Offee, une mirialan.

- Le mirialan ou mirialien est une espèce intelligente de l'univers « Officiel » et de l'univers « Légendes » présente notamment dans les films L'Attaque des clones, The Clone Wars et La Revanche des Sith. Originaire de Mirial, il s'agit d'un humanoïde ayant la peau vert olive[121],[c 17],[a 9].
- La mite de pierre est une espèce animale de l'univers « Officiel » et de l'univers « Légendes ». Originaire de Coruscant, elle peut partager une carapace avec deux autres individus, en un triont symbiotique. Ses pinces et sa salive acide lui permettent de se nourrir du métal des vaisseaux et des bâtiments. Il paraît être le fruit de manipulations génétiques à des fins militaires[c 18],[k 9].
- Le molator est une espèce animale de l'univers « Officiel » et de l'univers « Légendes ». Originaire d'Alderaan, il s'agirait d'une créature légendaire[122].
- Le molosse corellien est une espèce animale de l'univers « Officiel » présente notamment dans le film Solo. Originaire de Corellia, son apparence rappelle celle du chien, il est domestiqué et utilisé pour chasser[123],[l 28],[a 46].
- Le momong ou singe de Trandosha est une espèce intelligente de l'univers « Officiel » et de l'univers « Légendes ». Originaire de Wasskah, il a six membres et une longue queue, il vit sur la cime des arbres[124],[c 8].

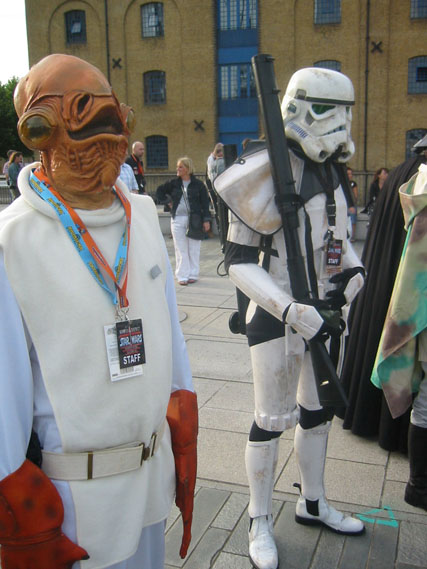
Cosplay de l'amiral Ackbar, un mon calamari, à côté d'un stormtrooper.

- Le mon calamari est une espèce intelligente de l'univers « Officiel » et de l'univers « Légendes » présente notamment dans les films La Revanche des Sith, Rogue One, Le Retour du Jedi, Le Réveil de la Force, Les Derniers Jedi et L'Ascension de Skywalker. Originaire de Mon Cala[Note 11], il s'agit d'un humanoïde amphibien ayant les mains palmées et une tête bombée avec deux yeux ressemblant à ceux du poisson. Il a une espérance de vie d'environ 80 ans[125],[c 9],[d 48],[f 78],[a 7],[a 8],[a 9],[a 10],[a 11],[a 38],[a 21],[a 24],[a 22].
- Le monnok est une espèce intelligente de l'univers « Officiel » et de l'univers « Légendes ». Son origine est inconnue, il vient d'un monde désertique[126].
- Le monstre nos est une espèce animale de l'univers « Officiel » et de l'univers « Légendes ». Originaire d'Utapau, il vit dans les lacs, grottes et rivières souterraines[c 7],[f 75].
- Le morodin est une espèce intelligente de l'univers « Officiel » et de l'univers « Légendes ». Dans l'univers « Légendes », son origine précise n'est pas connue, il peut être rencontrée sur Varonat, il s'agit d'un lézard sans patte[d 49].
- Le morseerien est une espèce intelligente de l'univers « Officiel » et de l'univers « Légendes » présente notamment dans le film Un nouvel espoir. Originaire de Merj, il s'agit d'un humanoïde ayant quatre bras. Lorsqu'il voyage sur d'autres mondes, il doit porter un masque et une combinaison adaptée[127].
- Le mott est une espèce animale de l'univers « Officiel » et de l'univers « Légendes » présente notamment dans le film La Menace fantôme. Originaire de Naboo, il s'agit d'un herbivore ayant une robe rayée et une petite corne sur le nez[128],[c 12].
- Le mustafarien est une espèce intelligente de l'univers « Officiel » et de l'univers « Légendes » présente notamment dans le film La Revanche des Sith. Originaire de Mustafar, sa peau est suffisamment épaisse pour résister à un tir de blaster. Il existe deux sous-espèces : le mustafarien du sud, petit et robuste, et le mustafarien du nord, grand et mince[c 5],[d 50],[f 79],[h 15].
- Le muun est une espèce intelligente de l'univers « Officiel » et de l'univers « Légendes » présente notamment dans les films L'Attaque des clones et La Revanche des Sith. Son origine est inconnue, il s'agit d'un humanoïde ayant la peau grise et une longue tête sans narine[c 5],[f 80]. Dans l'univers « Légendes », il est originaire de Muunilinst. Son espérance de vie est supérieure à un siècle[f 80],[a 8],[a 54],[a 38],[a 21].
- Le mynock est une espèce animale de l'univers « Officiel » et de l'univers « Légendes » présente notamment dans le film L'Empire contre-attaque. Originaire d'Ord Mynock, il s'agit d'un animal volant constitué de silicium se nourrissant principalement des réserves d'énergie des vaisseaux[129],[c 16],[e 19],[f 81],[l 29],[a 13].

### N
- Le nagai est une espèce intelligente de l'univers « Légendes ». Originaire de Nagi, il s'agit d'un humanoïde de grande taille ayant la peau blanche et des cheveux noirs. Son espérance de vie est d'environ 75 ans[d 51],[f 82],[a 38],[a 21].
- Le najib est une espèce intelligente de l'univers « Légendes ». Originaire de Najiba, il dispose d'une impressionnante force[d 30].
- Le narglatch est une espèce animale de l'univers « Officiel » et de l'univers « Légendes » présente notamment dans le film Le Réveil de la Force. Originaire d'Orto Plutonia, il ressemble au félin et dispose de crocs et de griffes. Il est utilisé comme monture[130],[c 8],[e 20],[a 7],[a 8],[l 30].
- Le nartien est une espèce intelligente de l'univers « Légendes ». Originaire de Nars, cet humanoïde de petite taille dispose de quatre bras[d 26].
- Le nashtah est une espèce animale de l'univers « Légendes ». Il est originaire de Dra III[d 34].

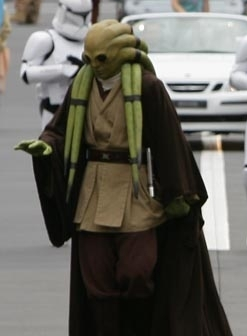
Cosplay de Kit Fisto, un nautolan.

- Le nautolan ou nautolien est une espèce intelligente de l'univers « Officiel » et de l'univers « Légendes » présente notamment dans les films L'Attaque des clones, The Clone Wars et La Revanche des Sith. Originaire de Glee Anselm, il s'agit d'un humanoïde ayant des excroissances s'apparentant à des tentacules sur le crâne, elles lui permettent de ressentir les émotions des individus autour de lui. Il peut vivre aussi bien dans l'eau que sur la terre ferme[131],[c 9],[f 83],[h 16],[a 43].
- Le nazzar est une espèce intelligente de l'univers « Légendes ». Il est originaire de Nazzri[d 21].
- Le neimoidien est une espèce intelligente de l'univers « Officiel » et de l'univers « Légendes » présente notamment dans les films La Menace fantôme, L'Attaque des clones et La Revanche des Sith. Originaire de Neimodia, il s'agit d'un humanoïde à la peau bleue, aux yeux rouges, à la bouche mince et sans nez[132],[c 2],[d 52]. C'est une larve les sept premières années de sa vie. Dans l'univers « Légendes », le neimodien descend du duro. Son espérance de vie est d'environ un siècle[d 52],[f 36],[g 1],[a 8],[a 9],[a 38],[a 21].
- Le nelvaanien est une espèce intelligente de l'univers « Officiel » et de l'univers « Légendes ». Il est originaire de Nelvaan. Dans l'univers « Légendes », il s'agit d'un humanoïde à l'allure de canidé[f 84].
- Le nephrain est une espèce intelligente de l'univers « Officiel » présente notamment dans le film Solo. Originaire de Nepotis, il a l'allure d'un crustacé et dispose de pinces et, au niveau du visage, de tentacules[133].
- Le nerf est une espèce animale de l'univers « Officiel » et de l'univers « Légendes ». Originaire d'Alderaan, il s'agit d'un animal quadrupède imposant au pelage marron, à la langue pendante et doté de deux cornes sur le crâne[134],[d 45],[f 85].
- Le nexu est une espèce animale de l'univers « Officiel » et de l'univers « Légendes » présente notamment dans le film L'Attaque des clones. Originaire de Cholganna, il s'agit d'un félin agile hérissé de piquants et doté de griffes, de dents et de deux paires d'yeux rouges lui permettant de voir dans les infrarouges[135],[c 8],[e 21],[f 86],[h 17],[a 10],[a 45],[a 12],[a 46],[j 1],[k 2],[l 31].
- Le ng'ok est une espèce animale de l'univers « Officiel » et de l'univers « Légendes ». Son origine est inconnue, il dispose de nombreux crocs, il pourrait s'agir d'un prédateur[136].
- Le nikto est une espèce intelligente de l'univers « Officiel » et de l'univers « Légendes » présente notamment dans les films La Menace fantôme, L'Attaque des clones, The Clone Wars, La Revanche des Sith et Le Retour du Jedi. Originaire de Kintan, il s'agit d'un humanoïde à l'apparence reptilienne ayant une peau squameuse, des protubérances sur le visage et des yeux noirs. Il existe deux sous-espèces : le kadas'sa'nikto et le kajain'sa'nikto[137],[c 17],[f 87].
- Le nimbanel est une espèce intelligente de l'univers « Officiel » et de l'univers « Légendes » présente notamment dans les films Un nouvel espoir et Le Retour du Jedi. Originaire de Nimban, il s'agit d'un humanoïde reptilien[138].
- Le noghri est une espèce intelligente de l'univers « Officiel » et de l'univers « Légendes ». Originaire d'Honoghr, il s'agit d'un humanoïde ayant la peau grise et un alignement de petites cornes sur le crâne. Bien que bipède, il court à quatre pattes pour se déplacer plus vite et sauter plus loin[139],[d 53],[f 88].
- Le nosaurien est une espèce intelligente de l'univers « Officiel » et de l'univers « Légendes » présente notamment dans le film La Menace fantôme. Originaire de Nouvelle Plympto, il s'agit d'un humanoïde ayant une couronne de cornes sur la tête[140],[c 6],[f 89].
- Le nu-cosien est une espèce intelligente de l'univers « Officiel » présente notamment dans le film Le Réveil de la Force. Originaire de l'Espace Cosien, il s'agit d'un cosien génétiquement modifié. Le cosien est un humanoïde reptilien à la peau verte qui est doté d'une longue queue. Le nu-cosien possède en plus un cou légèrement plus long[141],[a 37].
- Le nuknog est une espèce intelligente de l'univers « Officiel » et de l'univers « Légendes » présente notamment dans les films La Menace fantôme et L'Attaque des clones. Originaire de Sump, il s'agit d'un humanoïde reptilien ayant une tête renflée et un petit cerveau[142].
- Le nuna est une espèce animale de l'univers « Officiel » et de l'univers « Légendes » présente notamment dans les films La Menace fantôme et L'Attaque des clones. Originaire de Naboo, il s'agit d'un oiseau bipède incapable de voler. Il vit dans les marais mais peut-être aussi croisé dans le désert de Tatooine ou sur Saleucami[143].
- Le nysillim est une espèce végétale de l'univers « Officiel ». Originaire de Felucia, il est cultivé pour ses propriétés médicinales[c 10].

### O
- L’ocsin est une espèce intelligente de l'univers « Légendes ». Originaire de Farana, il ressemble beaucoup à l'être humain[d 34],[d 31].
- L’octeroïde est une espèce intelligente de l'univers « Officiel » présente notamment dans le film Solo. Originaire d'Octero IV, il s'agit d'un être aquatique de grande taille ayant un seul grand œil[144].
- L’œil rodien est une espèce végétale de l'univers « Officiel ». Originaire de Raydonia, il s'agit d'une plante bioluminescente[c 11].
- L’ogemite est une espèce intelligente de l'univers « Légendes ». Il est originaire d'Ogem[d 15].
- L’oiseau-murmure est une espèce animale de l'univers « Officiel » et de l'univers « Légendes ». Originaire de Yavin 4, cet oiseau au plumage doré a la capacité de voler silencieusement. En plus de sa planète d'origine, il peut être rencontré sur Coruscant et Null[145],[d 54].
- L’oku est une espèce intelligente de l'univers « Légendes ». Originaire de Tokmia, il est doté d'une fourrure blanche[d 49].
- L’ombre des esclaves est une espèce végétale de l'univers « Officiel ». Elle est originaire de Zygerria[c 10].
- L’ongree est une espèce intelligente de l'univers « Officiel » et de l'univers « Légendes » présente notamment dans les films L'Attaque des clones et La Revanche des Sith. Originaire de Skustell, il s'agit d'un humanoïde situés en bas de la tête et une bouche au centre sous laquelle se trouvent quatre narines[146],[f 90]. Coleman Kcaj, maître Jedi membre du conseil, est un ongree[a 70],[a 71].
- L’onodone est une espèce intelligente de l'univers « Officiel » présente notamment dans le film Le Réveil de la Force. Son origine est inconnue, il s'agit d'un humanoïde ayant une bouche en forme de trompe[147],[a 37].
- L’orray est une espèce animale de l'univers « Officiel » et de l'univers « Légendes » présente notamment dans le film L'Attaque des clones. Originaire de Géonosis, ce quadrupède doté d'un long museau est très puissant, il est utilisé comme monture, mais peut aussi manger des milliers de larves géonosiennes en un repas[148],[c 13],[e 22],[f 91],[k 6],[l 32].

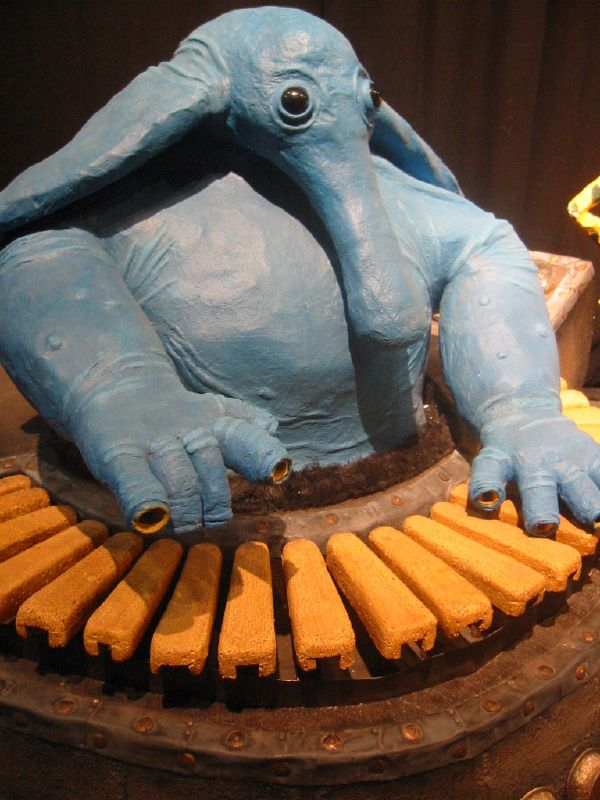
Statue de Max Rebo, un ortolien.

- L’ortolien ou ortolan est une espèce intelligente de l'univers « Officiel » et de l'univers « Légendes » présente notamment dans le film Le Retour du Jedi. Originaire d'Orto, il s'agit d'un être bipède de petite taille ayant la peau bleue, de grandes oreilles et un nez en forme de trompe. Son espérance de vie est d'environ 70 ans[149],[c 6],[f 92],[g 15],[a 54],[a 38],[a 21],[a 22].
- L’ossan est une espèce intelligente de l'univers « Légendes ». Il est originaire d'Ossel[d 19].
- L’ottegan est une espèce intelligente de l'univers « Officiel » et de l'univers « Légendes » présente notamment dans le film Le Réveil de la Force. Originaire du Système Ottega, il est génétiquement proche de l'ithorien mais tandis que celui-ci a deux bouches, l'ottegan n'en a qu'une[150].

### P
- Le pa'lowick est une espèce intelligente de l'univers « Officiel » et de l'univers « Légendes » présente notamment dans le film Le Retour du Jedi. Originaire de Lowick, il s'agit d'un humanoïde reptilien ayant des bras fins, un corps rond, des défenses pouvant se rétracter et une bouche située au bout d'un museau pouvant servir de tubas[c 9],[f 93],[a 56].
- Le pacithhip est une espèce intelligente de l'univers « Officiel » et de l'univers « Légendes » présente notamment dans les films La Menace fantôme, L'Attaque des clones, La Revanche des Sith, Un nouvel espoir et Le Retour du Jedi. Son origine est inconnue, il s'agit d'un humanoïde ressemblant au pachyderme, il a la peau grise, une longue trompe et des défenses. Dans l'univers « Légendes », il est originaire de Shimia[f 94].

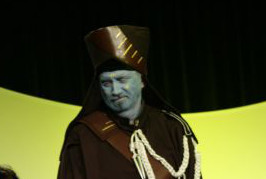
Cosplay du baron Papanoida, un pantorien.

- Le pantorien est une espèce intelligente de l'univers « Officiel » et de l'univers « Légendes » présente notamment dans le film La Revanche des Sith. Originaire de Pantora, il s'agit d'un humanoïde à la peau bleue[151],[c 6].
- Le papillon messager ou papillon porteur est une espèce animale de l'univers « Officiel » et de l'univers « Légendes ». Originaire de Maridun, il s'agit d'un insecte volant ayant la capacité de transmettre un message[152],[c 15].
- Le patrolien est une espèce intelligente de l'univers « Officiel » et de l'univers « Légendes ». Originaire de Patrolia, il s'agit d'une espèce aquatique ayant des branchies et des nageoires sur la tête, il est quand même capable de respirer hors de l'eau[153],[c 9].
- Le pau'ien ou pau’an ou utapaun (surnommé « Ancien ») est une espèce intelligente de l'univers « Officiel » et de l'univers « Légendes » présente notamment dans le film La Revanche des Sith. Originaire d'Utapau, il s'agit d'un humanoïde de grande taille ayant des dents coupantes et dont l'espérance de vie est de plusieurs siècles[154],[c 1],[d 25],[f 95],[a 8],[a 12],[a 61],[a 38],[a 21],[a 43].
- Le peckva est une espèce animale de l'univers « Légendes ». Originaire de Maryo, il s'agit d'un ongulé[d 34].
- Le pelikki est une espèce animale de l'univers « Officiel » et de l'univers « Légendes » présente notamment dans le film La Menace fantôme. Originaire de Naboo, il s'agit d'un oiseau aquatique ayant un long bec et une large poche extensible au niveau du cou[155],[c 15].
- Le phindien est une espèce intelligente de l'univers « Officiel » et de l'univers « Légendes ». Originaire de Phindar, il s'agit d'un humanoïde reptilien ayant la peau verte et de longs bras[156],[c 9].
- Le pikobi est une espèce animale de l'univers « Officiel » et de l'univers « Légendes » présente notamment dans le film La Menace fantôme. Originaire de Naboo, il s'agit d'un reptavien[Note 6] très agile et adapté aux marécages et à la jungle[157],[c 13].
- Le planeur-de-nuit est une espèce intelligente de l'univers « Légendes ». Il est originaire de Tyluun[d 16].
- Le poisson colo à griffes est une espèce animale de l'univers « Officiel » et de l'univers « Légendes » présente notamment dans les films La Menace fantôme et Solo. Originaire de Naboo, il s'agit d'un prédateur marin vivant dans des tunnels. Sur sa queue se trouvent des marques fluorescentes qui attirent ses proies. Il possède deux membres situés près de la bouche et terminés par une griffe[158],[c 4],[e 23],[f 96],[h 3],[a 12],[j 2],[l 33].
- Le poisson-colosse est une espèce animale de l'univers « Légendes ». Originaire de Maryo, il vit dans les océans de la planète[d 34].
- Le porg est une espèce animale de l'univers « Officiel » présente notamment dans les films Le Réveil de la Force, Les Derniers Jedi et L'Ascension de Skywalker. Originaire d'Ahch-To, il s'agit d'un petit oiseau se nourrissant de poisson qu'il chasse dans la mer. Il n'a pas de bec mais un nez plat, des yeux dirigé vers l'avant, un plumage épais et des pattes palmées. Le jeune porg est appelé un « porglet »[159],[g 16],[l 34],[a 63],[a 55].
- La prêtresse de la Force est une espèce intelligente de l'univers « Officiel » et de l'univers « Légendes ». Originaire de la Planète de la Force, il n'existe que cinq individus représentant cinq émotions : la sérénité, la joie, la colère, la confusion et la tristesse[e 24],[l 35].
- La puce de lave est une espèce animale de l'univers « Officiel » et de l'univers « Légendes » présente notamment dans le film La Revanche des Sith. Originaire de Mustafar, il s'agit d'un insecte utilisé comme monture[c 18],[f 97].
- Le purrgil est une espèce animale de l'univers « Officiel » et de l'univers « Légendes ». Son origine est inconnue, il vit dans l'espace. Il s'agit d'un animal de grande taille ayant la peau bleu-gris et pouvant voyager dans l'hyperespace[160],[c 16],[g 17],[l 36].
- Le pyke est une espèce intelligente de l'univers « Officiel » et de l'univers « Légendes » présente notamment dans le film Solo. Il est originaire d'Oba Diah[161].

### Q
- Le quarren est une espèce intelligente de l'univers « Officiel » et de l'univers « Légendes » présente notamment dans les films La Menace fantôme, L'Attaque des clones, The Clone Wars, La Revanche des Sith et Le Retour du Jedi. Originaire de Mon Cala, il dispose de tentacules sur son visage pouvant cracher de l'encre. Son espérance de vie est d'environ 80 ans[162],[c 9],[d 48],[f 98],[g 8],[a 8],[a 55],[a 38],[a 21],[a 24].
- Le quermien est une espèce intelligente de l'univers « Officiel » et de l'univers « Légendes » présente notamment dans le film La Menace fantôme. Originaire de Quermia, il s'agit d'une espèce invertébrée ayant un long cou, quatre bras et deux cerveaux[163],[c 6],[f 99],[h 18].

### R
- Le rakata est une espèce intelligente de l'univers « Officiel » et de l'univers « Légendes ». Originaire de Lehon[Note 12], il a pratiquement disparu vers 25 200 av. BY après qu'une maladie a décimé sa population[d 55],[d 9],[f 100],[a 9],[a 38],[a 21],[a 72].
- Le rancor est une espèce animale de l'univers « Officiel » et de l'univers « Légendes » présente notamment dans le film Le Retour du Jedi. Son origine est inconnue, il s'agit d'un prédateur pouvant mesurer de cinq à dix mètres de haut et peser une tonne et demie[164],[c 13],[e 25]. Dans l'univers « Légendes », il est originaire de Dathomir et Ottethan[d 46],[f 101],[g 18],[h 19],[l 37],[a 10],[a 13],[a 14],[a 43].
- Le rat womp est une espèce animale de l'univers « Officiel » et de l'univers « Légendes ». Originaire de Tatooine, il s'agit d'un rongeur pouvant mesurer jusqu'à deux mètres[165],[f 102],[j 1].
- Le rathtar est une espèce animale de l'univers « Officiel » et de l'univers « Légendes » présente notamment dans le film Le Réveil de la Force. Originaire de Twon Ketee, il s'agit d'un prédateur possédant des tentacules d'1,68 mètre de long et une grande bouche à l'intérieur de laquelle se trouvent plusieurs mâchoires. Il vit dans la jungle[166],[c 14],[g 19],[h 20],[l 38],[a 14],[a 37],[j 1].
- Le ray est une espèce animale de l'univers « Officiel » et de l'univers « Légendes » présente notamment dans le film La Menace fantôme. Originaire de Naboo, ce poisson vit dans les eaux du lac Paonga[61],[c 4].
- Le reek est une espèce animale de l'univers « Officiel » et de l'univers « Légendes » présente notamment dans le film L'Attaque des clones. Originaire de la Lune Codienne, il s'agit d'un herbivore possédant trois cornes et une puissante mâchoire. La couleur de sa peau est un mélange de marron et de gris, mais, lorsqu'il est nourri en partie de viande (sachant que s'il prend exclusivement de la viande il meurt), sa peau devient rouge par endroits[167],[c 12],[e 26]. Dans l'univers « Légendes », il est originaire de Ylesia[f 103],[h 21],[a 12],[a 46],[j 1],[k 2],[l 39].
- Le reeksa est une espèce végétale de l'univers « Officiel ». Originaire de Iego, il s'agit d'une plante carnivore[c 11].
- Le ro hypa est une espèce animale de l'univers « Officiel » et de l'univers « Légendes ». Originaire de Mataou, il est venimeux[d 49].

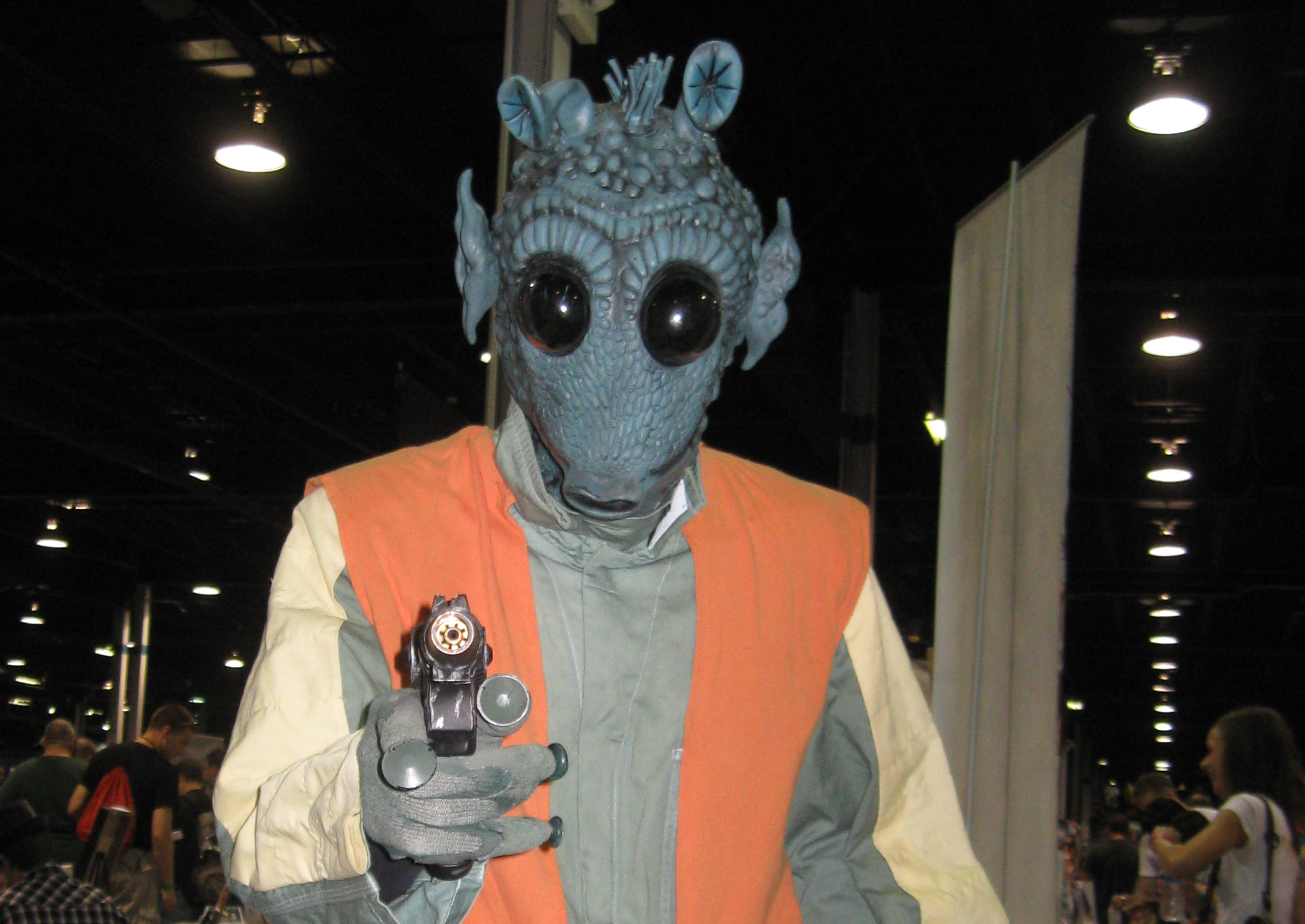
Cosplay de Greedo, un rodien.

- Le rodien est une espèce intelligente de l'univers « Officiel » et de l'univers « Légendes » présente notamment dans les films La Menace fantôme, L'Attaque des clones, The Clone Wars, La Revanche des Sith, Solo, Un nouvel espoir et Le Retour du Jedi. Originaire de Rodia, il s'agit d'un humanoïde reptilien ayant deux yeux à facettes, un petit museau et une peau couverte d'écailles vertes. Son espérance de vie est d'environ seulement 25 ans[168],[c 9],[d 56],[f 104],[a 7],[a 8],[a 9],[a 38],[a 21],[a 22].
- Le roggwart est une espèce animale de l'univers « Officiel » et de l'univers « Légendes » présente notamment dans le film Le Réveil de la Force. Originaire de Mustafar, il s'agit d'un prédateur de grande taille se tenant sur ses deux pattes, sa queue lui permet d'empaler ses adversaires[c 13].
- Le rokkna est une espèce animale de l'univers « Officiel ». Originaire de Castilon, il s'agit d'un animal marin mesurant 220 mètres de long[l 40].
- La ronce de rancor est une espèce végétale de l'univers « Officiel ». Elle est originaire de Wasskah[c 11].
- La ronce sépulcrale est une espèce végétale de l'univers « Officiel ». Originaire de Dathomir, les Sœurs de la nuit l'utilisent pour y suspendre les cosses funéraires de celles décédées[c 11].
- Le ronto est une espèce animale de l'univers « Officiel » et de l'univers « Légendes » présente notamment dans les films La Menace fantôme et Un nouvel espoir. Originaire de Tatooine, il s'agit d'un herbivore de grande taille utilisé pour porter des charges lourdes ou comme monture[169],[c 13],[e 27],[f 105],[a 45],[l 41].
- Le roonien est une espèce intelligente de l'univers « Officiel » et de l'univers « Légendes » présente notamment dans le film La Menace fantôme. Originaire de Roona, il s'agit d'un humanoïde à la peau gris-bleu et ayant un front plissé et de grands yeux bleus[170].
- Le ruping est une espèce intelligente de l'univers « Officiel » et de l'univers « Légendes ». Originaire de Ruuria, il s'agit d'un reptavien[Note 6] volant utilisé comme monture[c 15].
- Le ruurian est une espèce intelligente de l'univers « Officiel » et de l'univers « Légendes ». Originaire d'Onderon, il s'agit d'un insecte ayant un stade larvaire où il dispose de facultés intellectuelles, et un stade stade imaginal où il les perd et ne se préoccupe plus que de s'accoupler et de voler[171].
- Le ryn est une espèce intelligente de l'univers « Officiel » et de l'univers « Légendes ». Dans l'univers « Légendes », son origine est inconnue, il s'agit d'un humanoïde ayant une peau dont la couleur varie du violet au bleu foncé, une queue et une fourrure blanche sur le corps[f 106].

### S
- Le sabat est une espèce intelligente de l'univers « Officiel » présente notamment dans les films Solo et Rogue One. Son origine est inconnue, il s'agit d'un humanoïde ayant un crâne de forme conique avec quelques cheveux dessus[172].
- Le sanyassan est une espèce intelligente de l'univers « Légendes ». Originaire de Sanyassa, il peut être agressif et a la peau tannée[d 17].
- Le sarkan est une espèce intelligente de l'univers « Officiel » et de l'univers « Légendes » présente notamment dans le film Un nouvel espoir. Originaire de Sarka, il s'agit d'un humanoïde saurien ayant la peau verte, les yeux jaunes et une petite queue[f 107].
- Le sarlacc est une espèce animale de l'univers « Officiel » et de l'univers « Légendes » présente notamment dans le film Le Retour du Jedi. Originaire de Tatooine, il s'agit d'un carnivore dont la majeure partie du corps est enfouie, à la surface ne sont visibles que ses tentacules servant à capturer des proies et sa langue qui a la forme d'un bec. Sous terre se trouvent son estomac très volumineux qui est divisé en alvéoles, ainsi que des membres qui lui permettent de se déplacer lentement. Sa profondeur sous terre est de 100 m[173],[c 14],[e 28],[f 108],[g 20],[h 22],[l 42],[a 10],[a 45],[a 13],[a 14],[j 1],[a 43].
- Le savrip mantellien est une espèce intelligente de l'univers « Officiel » et de l'univers « Légendes ». Originaire d'Ord Mantell, il s'agit d'un humanoïde de grande taille[174],[d 57].
- Le scarabée-limace est une espèce animale de l'univers « Officiel ». Originaire de Naboo et Tatooine, il s'agit d'un insecte vivant principalement dans les marécages mais qui peut aussi être trouvé dans les déserts[175],[c 15].
- Le see est une espèce animale de l'univers « Officiel » et de l'univers « Légendes » présente notamment dans le film La Menace fantôme. Originaire de Naboo, ce poisson vit dans les eaux du lac Paonga[61],[c 4].
- Le selkath est une espèce intelligente de l'univers « Officiel » et de l'univers « Légendes ». Originaire de Manaan, il s'agit d'une espèce aquatique obligée de porter un plastron pour humidifier sa peau lorsqu'elle est hors de l'eau. Son espérance de vie est d'environ un siècle[176],[c 9],[a 38],[a 21].
- Le selonian est une espèce intelligente de l'univers « Officiel » et de l'univers « Légendes ». Originaire de Selonia, il s'agit d'un humanoïde de grande recouvert de fourrure qui a des petits bras et des petites jambes[f 109].
- Le serpent-cal est une espèce animale de l'univers « Légendes ». Il est originaire de Dra III[d 34].
- Le serpent-dragon est une espèce animale de l'univers « Officiel » et de l'univers « Légendes » présente notamment dans le film L'Empire contre-attaque. Originaire de Dagobah, il s'agit d'un reptile amphibien qui se cache sous la surface de l'eau pour chasser[177],[c 13].
- Le shaak est une espèce animale de l'univers « Officiel » et de l'univers « Légendes » présente notamment dans les films La Menace fantôme et L'Attaque des clones. Originaire de Naboo, il s'agit d'un herbivore vivant dans les plaine set se déplaçant en troupeau. Il possède un corps dont la taille est disproportionnée en comparaison de ses pattes, ce qui fait qu'il tombe régulièrement[178],[c 12],[f 110].
- Le sharu est une espèce intelligente de l'univers « Officiel » et de l'univers « Légendes ». Dans l'univers « Légendes », il est originaire de Rafa, il s'agit d'un humanoïde[d 8].
- Le shawda ubb est une espèce intelligente de l'univers « Officiel » et de l'univers « Légendes » présente notamment dans le film Le Retour du Jedi. Son origine est inconnue, il s'agit d'un amphibien à la peau verte vivant accroupi. Dans l'univers « Légendes », il est originaire de Manpha[f 111],[h 23].
- Le shi'ido est une espèce intelligente et de l'univers « Légendes ». Originaire de Lao-Man[Note 13], il s'agit d'un humanoïde ayant un imposant crâne, des membres fins et peu de poils[f 112].
- Le shistavanen est une espèce intelligente de l'univers « Officiel » et de l'univers « Légendes » présente notamment dans le film Un nouvel espoir. Originaire d'Uvena Prime, il s'agit d'un humanoïde poilu ayant l'apparence du loup. Son espérance de vie est d'environ 60 ans[f 113],[a 8],[a 38],[a 21].
- Le sic-six est une espèce intelligente de l'univers « Officiel » et de l'univers « Légendes ». Son origine est inconnue, il est régulièrement confondu avec de la vermine[c 1].
- Le singe kowakien est une espèce animale de l'univers « Officiel ». Originaire de Kowak, il s'agit d'un être mesurant en moyenne 2,4 mètres particulièrement agressif. Il est un cousin du singe-lézard kowakien[l 43].
- Le singe-lézard kowakien est une espèce intelligente de l'univers « Officiel » et de l'univers « Légendes » présente notamment dans les films The Clone Wars et Le Retour du Jedi. Originaire de Kowak, il s'agit d'un être de petite taille ayant un humour sadique[179],[c 1],[f 114].
- Le siniteen est une espèce intelligente de l'univers « Officiel » et de l'univers « Légendes » présente notamment dans le film Un nouvel espoir. Originaire de Mileva, il s'agit d'un humanoïde ayant la peau pâle, des yeux sans pupille et un crâne hypertrophié couvert de veines, dont le cerveau à l'intérieur est plus volumineux que la moyenne[180].
- Le sirène thala est une espèce animale de l'univers « Officiel » présente notamment dans le film Les Derniers Jedi. Son origine n'est pas connue, elle peut être rencontrée sur Ahch-To. Il s'agit d'une espèce marine à la peau grise dotée de grandes nageoires. Son museau et son cou sont longs et elle possède d'imposantes mamelles[181],[l 44],[a 63].
- Le sith est une espèce intelligente de l'univers « Légendes ». Originaire de Moraband[Note 14], il a une forte attirance pour le côté obscur de la Force. Sa peau est rouge. Son espérance de vie est d'environ un quart de millénaire[d 58],[a 9],[a 10],[a 38],[a 21],[a 24].
- Le skakoan est une espèce intelligente de l'univers « Officiel » et de l'univers « Légendes » présente notamment dans les films L'Attaque des clones, The Clone Wars et La Revanche des Sith. Originaire de Skako, il s'agit d'un humanoïde vivant sous une atmosphère à haute pression riche en méthane[c 1],[f 115].
- Le skalder est une espèce animale de l'univers « Officiel » et de l'univers « Légendes ». Originaire de Florrum, il est adapté à la vie dans le désert et est utilisé comme monture[c 12].
- Le skrilling est une espèce intelligente de l'univers « Officiel » et de l'univers « Légendes » présente notamment dans le film Le Retour du Jedi. Son origine est inconnue, il s'agit d'un humanoïde ayant la peau grise, de nombreux trous ressemblant à des narines sur le visage ainsi qu'une crête osseuse sur le crâne. Dans l'univers « Légendes », il est originaire d'Agriworld-2079[f 116].
- Le slar est une espèce intelligente de l'univers « Légendes ». Originaire de Port Evokk, il s'agit d'un prédateur[d 59].
- Le snivvien est une espèce intelligente de l'univers « Officiel » et de l'univers « Légendes » présente notamment dans les films Un nouvel espoir, L'Empire contre-attaque, Le Retour du Jedi et L'Ascension de Skywalker. Originaire de Cadomai Prime, il s'agit d'un humanoïde ayant une peau ressemblant au cuir ainsi qu'une bouche de laquelle dépassent des crocs[182],[c 6],[a 8].
- Le speagull est une espèce animale de l'univers « Officiel ». Originaire de Castilon, il s'agit d'un animal volant qui vit près de la mer[l 40].
- Le ssi-ruu est une espèce intelligente de l'univers « Légendes ». Originaire de Lwhekk, il s'agit d'un reptile carnivore se déplaçant sur ses deux pattes arrière[f 117].
- Le steelpecker[Note 15] est une espèce animale de l'univers « Officiel » présente notamment dans le film Le Réveil de la Force. Originaire de Jakku, il s'agit d'un oiseau dont les serres et le bec sont en métal, cela lui permet de trouver sa nourriture, son régime alimentaire est constitué de différents métaux et roches dont le vanadium, l'osmiridium et le corindon[183],[l 45],[c 16],[a 45],[a 63].
- Le sullustéen ou sullustan est une espèce intelligente de l'univers « Officiel » et de l'univers « Légendes » présente notamment dans les films La Menace fantôme, L'Attaque des clones, La Revanche des Sith, Le Retour du Jedi, Le Réveil de la Force, Les Derniers Jedi et L'Ascension de Skywalker. Originaire de Sullust, il s'agit d'un humanoïde de petite taille ayant des bajoues. Son espérance de vie est d'environ 75 ans[184],[c 1],[d 60],[f 118],[a 7],[a 8],[a 38],[a 21],[a 22].
- La summa-verminoth est une espèce animale de l'univers « Officiel » présente notamment dans le film Solo. Originaire de l'amas de Si'Klaata et de la nébuleuse de la Gueule, il s'agit d'un animal de très grande taille recouvert d'yeux et dont l'espérance de vie est de plusieurs milliers d'années[l 46].
- Le swokes swokes est une espèce intelligente de l'univers « Officiel » et de l'univers « Légendes » présente notamment dans les films La Menace fantôme, L'Attaque des clones et La Revanche des Sith. Originaire de Makem Te, il s'agit d'un humanoïde ayant la capacité de régénérer un membre perdu[185],[c 17].

### T
- Le t'sarki est une espèce intelligente de l'univers « Légendes ». Originaire de Kalishik, il a un corps rappelant celui du morse[d 18].
- Le taung est une espèce intelligente et de l'univers « Légendes ». Originaire de Coruscant, il s'agit d'un humanoïde à la peau grise[d 39],[d 8].
- Le talpini est une espèce intelligente de l'univers « Officiel » présente notamment dans le film Rogue One. Originaire de Tal Pi, il s'agit d'un humanoïde de petite taille[186].
- Le talz est une espèce intelligente de l'univers « Officiel » et de l'univers « Légendes » présente notamment dans le film Un nouvel espoir. Originaire d'Orto Plutonia, il s'agit d'un humanoïde ayant une épaisse fourrure le protégeant du froid[187],[c 6]. Dans l'univers « Légendes », il est originaire d'Alzoc III[f 119],[h 24],[a 8].
- Le tarnab est une espèce intelligente de l'univers « Officiel » et de l'univers « Légendes » présente notamment dans les films La Menace fantôme, L'Attaque des clones et La Revanche des Sith. Originaire de Tarn, il s'agit d'un humanoïde ayant une peau brun foncé, un nez retroussé, un crâne triangulaire sur lequel se trouvent pleins de petites cornes, des cheveux et une barbe[188].

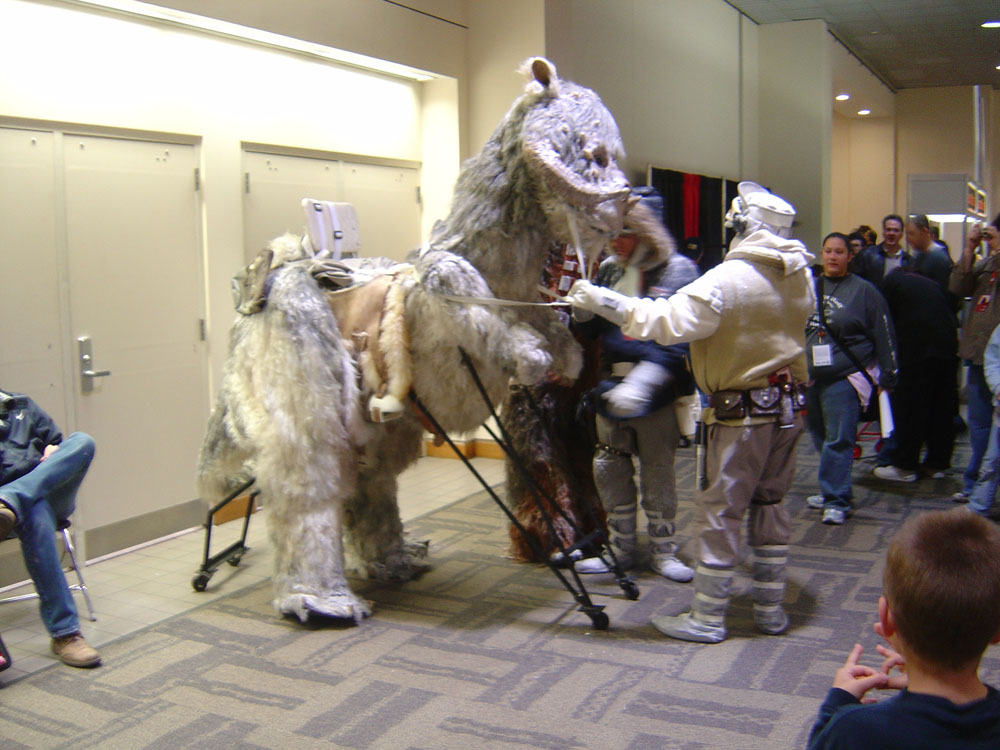
Cosplay d'un tauntaun.

- Le tauntaun est une espèce intelligente de l'univers « Officiel » et de l'univers « Légendes » présente notamment dans le film L'Empire contre-attaque. Originaire de Hoth, il possède une fourrure qui le protège du froid de sa planète ainsi que des griffes aux bouts des pattes qui lui permettent de mieux agripper au sol, il est utilisé comme monture. Il est omnivore[189],[c 3],[d 61],[e 29],[f 120],[g 21],[h 25],[l 47],[a 45],[a 46],[j 3].
- Le tee est une espèce animale de l'univers « Officiel » et de l'univers « Légendes » présente notamment dans le film La Menace fantôme. Originaire de Naboo, ce poisson vit dans les eaux du lac Paonga[61],[c 4].
- Le teedo est une espèce intelligente de l'univers « Officiel » présente notamment dans le film Le Réveil de la Force. Originaire de Jakku, il s'agit d'un humanoïde portant un masque et recouvert de bandages pour se protéger de la chaleur[190],[c 5],[h 26],[a 37].
- Le theelin est une espèce intelligente de l'univers « Officiel » et de l'univers « Légendes » présente notamment dans les films La Menace fantôme, La Revanche des Sith et Le Retour du Jedi. Son origine précise n'est pas connue, il s'agit d'un humanoïde ayant des cornes, des cheveux colorés et une peau tachetée[c 2],[h 27],[a 54].
- Le thisspiasien est une espèce intelligente de l'univers « Officiel » et de l'univers « Légendes » présente notamment dans les films La Menace fantôme et L'Attaque des clones. Originaire de Thisspias, il se déplace sur sa queue qui peut mesurer jusqu'à deux mètres. Il possède une importante pilosité faciale qui le protège des morsures de cygnat, un animal originaire de Thisspias. Il a une peau reptilienne et deux paires de mains terminées par de longues griffes[191],[c 5],[f 121].
- Le tholothien est une espèce intelligente de l'univers « Officiel » et de l'univers « Légendes » présente notamment dans les films La Menace fantôme, L'Attaque des clones et La Revanche des Sith. Originaire de Tholoth, il s'agit d'un humanoïde ayant un crâne recouvert d'écailles et sur lequel se trouvent des appendices de couleur blanche[192].
- Le tibidee est une espèce animale de l'univers « Officiel ». Originaire de Stygeon Prime, il s'agit d'un animal volant doté d'ailes de grande taille[193],[c 15],[l 48].
- Le tintinna ou nain tin-tin est une espèce intelligente et de l'univers « Légendes ». Originaire de Rinn, il a l'apparence d'un rongeur, a de petites incisives, des yeux noirs, de petites oreilles et une fourrure brune[f 122].
- Le thresher est une espèce animale de l'univers « Légendes ». Originaire de Tinallis, il s'agit d'un oiseau menacé d'extinction à cause de la pollution et du braconnage[d 16].
- Le tognath est une espèce intelligente de l'univers « Officiel » présente notamment dans les films Solo et Rogue One. Originaire de Yartogna, il s'agit d'un humanoïde présentant des caractéristiques des insectes et des mammifères : il possède à la fois un squelette interne et externe[194].

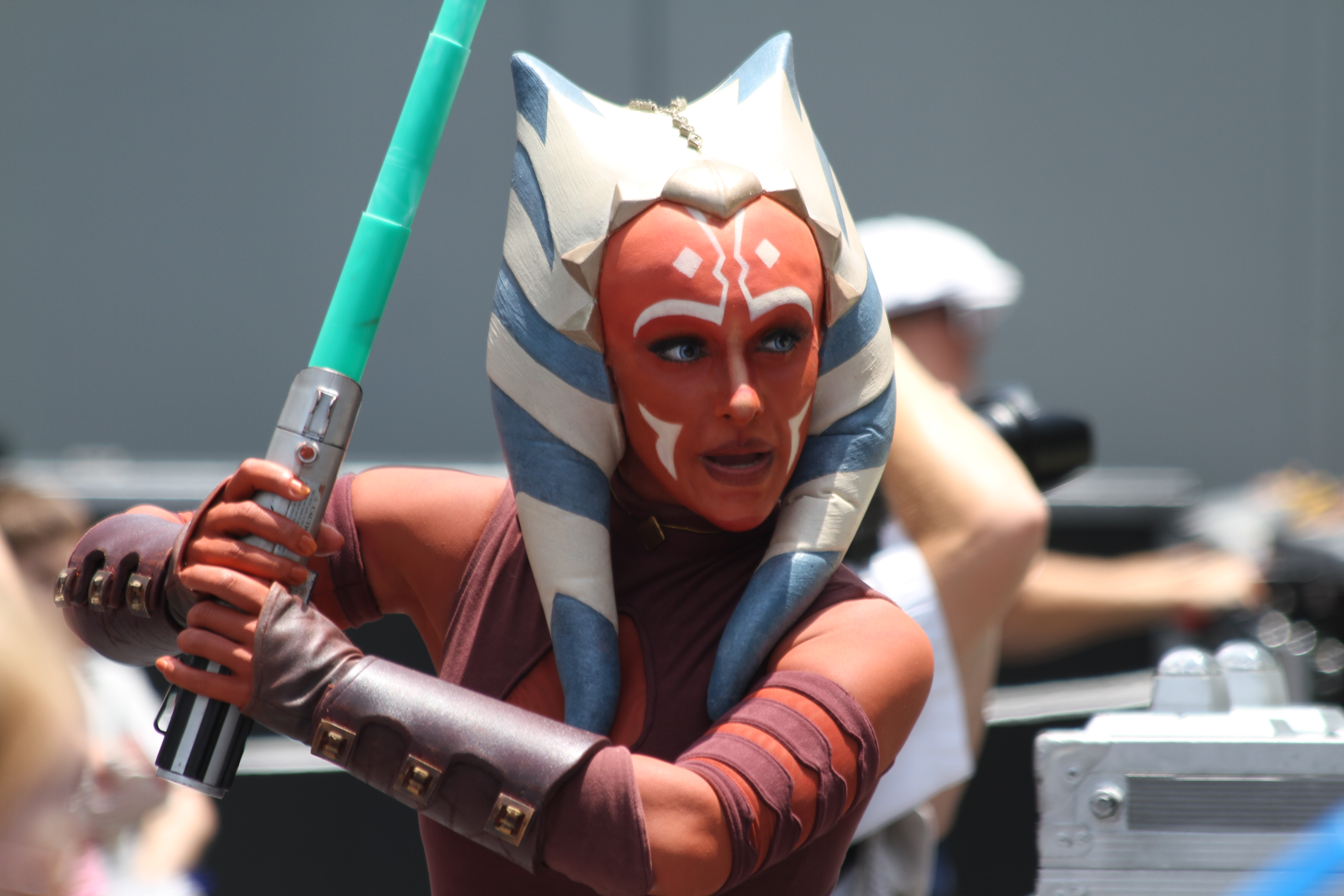
Cosplay d'Ahsoka Tano, une togruta.

- Le togruta est une espèce intelligente de l'univers « Officiel » et de l'univers « Légendes » présente notamment dans les films L'Attaque des clones, The Clone Wars et La Revanche des Sith. Originaire de Shili, il s'agit d'un humanoïde ayant la peau colorée et deux appendices rayés encadrant le visage, des lekku qui le protègent des prédateurs dans son monde d'origine, et lui permet de se repérer par écholocalisation. Il accorde une grande importance à l'art et à la culture[a 73]. Son espérance de vie est d'environ 95 ans[195],[c 5],[f 123],[a 7],[a 8],[a 10],[a 11],[a 38],[a 74],[k 1],[a 21],[a 22]. La padawan Jedi Ahsoka Tano et la maître Jedi Shaak Ti sont des togrutas[a 75].
- Le tooka est une espèce animale de l'univers « Officiel ». Son origine précise n'est pas connue, il peut être rencontré dans toute la Galaxie. Il s'agit d'un petit félin affectueux et amical ayant un visage plat, de petites narines, et des yeux noirs. Sa couleur varie du violet au jaune[196],[c 8].
- Le toong est une espèce intelligente de l'univers « Officiel » et de l'univers « Légendes » présente notamment dans le film La Menace fantôme. Originaire de Tund, il a une tête énorme qui repose directement sur les jambes, il n'a pas de torse[197],[c 6],[d 62].
- Le togorien est une espèce intelligente de l'univers « Officiel » et de l'univers « Légendes ». Originaire de Togoria, il a l'apparence d'un félin[d 21].

Fan art de Watto, un toydarien.

- Le toydarien est une espèce intelligente de l'univers « Officiel » et de l'univers « Légendes » présente notamment dans les films La Menace fantôme et L'Attaque des clones. Originaire de Toydaria, il possède deux ailes, des pieds palmés ainsi qu'un long appendice nasal au milieu du visage. Il a la capacité de résister aux tentatives de manipulation mentale faites par ceux maîtrisant la Force. Son espérance de vie est d'environ 90 ans[198],[c 5],[d 63],[f 124],[a 7],[a 8],[a 38],[a 21],[a 22].

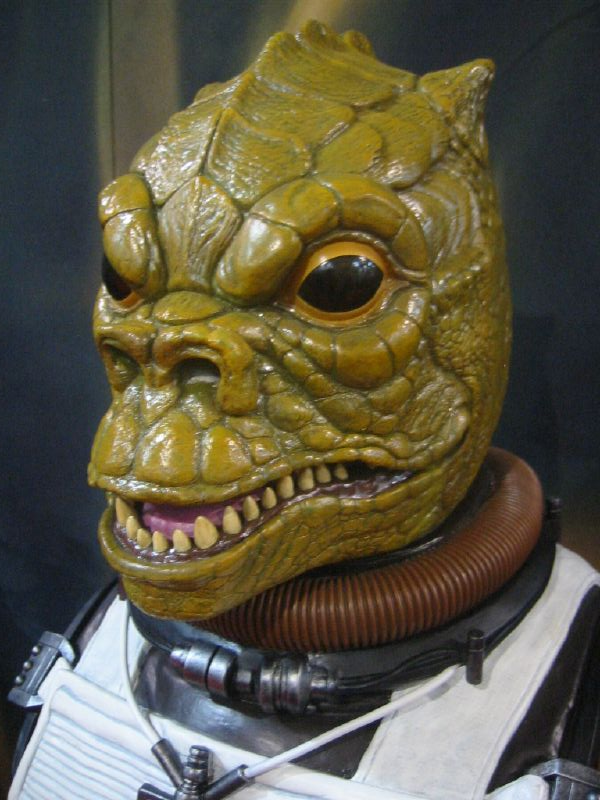
Statue de Bossk, un trandoshien.

- Le trandoshien ou trandoshan ou trandosien est une espèce intelligente de l'univers « Officiel » et de l'univers « Légendes » présente notamment dans les films L'Empire contre-attaque et Le Retour du Jedi. Originaire de Trandosha[Note 16], il s'agit d'un humanoïde reptilien possédant des griffes au bout des doigts ainsi que de longs membres musclés. Son espérance de vie est d'environ 60 ans[199],[c 9],[f 125],[a 7],[a 8],[a 9],[a 10],[a 11],[a 13],[a 61],[a 38],[a 21],[a 22].
- Le tranthebar est une espèce animale de l'univers « Légendes ». Originaire de Tranthellix, il s'agit d'un rapace vivant dans les montagnes de cinq mètres d'envergure[d 26].
- Le trianii est une espèce intelligente de l'univers « Officiel » et de l'univers « Légendes ». Dans l'univers « Légendes », il est originaire de Trian[d 23].
- Le trinovate est une espèce intelligente et de l'univers « Légendes ». Originaire de Trinovat, il a trois yeux[d 15].
- Le troig est une espèce intelligente de l'univers « Officiel » et de l'univers « Légendes » présente notamment dans le film La Menace fantôme. Originaire de Pollillus, il possède deux têtes et quatre bras. Chaque tête possède son propre caractère[200],[c 9],[f 126].
- Le tueur des mers opee est une espèce animale de l'univers « Officiel » et de l'univers « Légendes » présente notamment dans le film La Menace fantôme. Originaire de Naboo, il s'agit d'un prédateur marin doté d'une carapace, de membres ressemblant à ceux des crustacés et de nageoires. Il peut être rencontré dans les abysses où il s'accroche à un rocher en attendant de voir passer une proie. Lorsqu'il chasse, il projette sa langue collante pour capturer sa proie, souvent attirée par les antennes de ce prédateur[201],[c 7],[e 30],[f 127],[h 3],[j 2],[l 49].

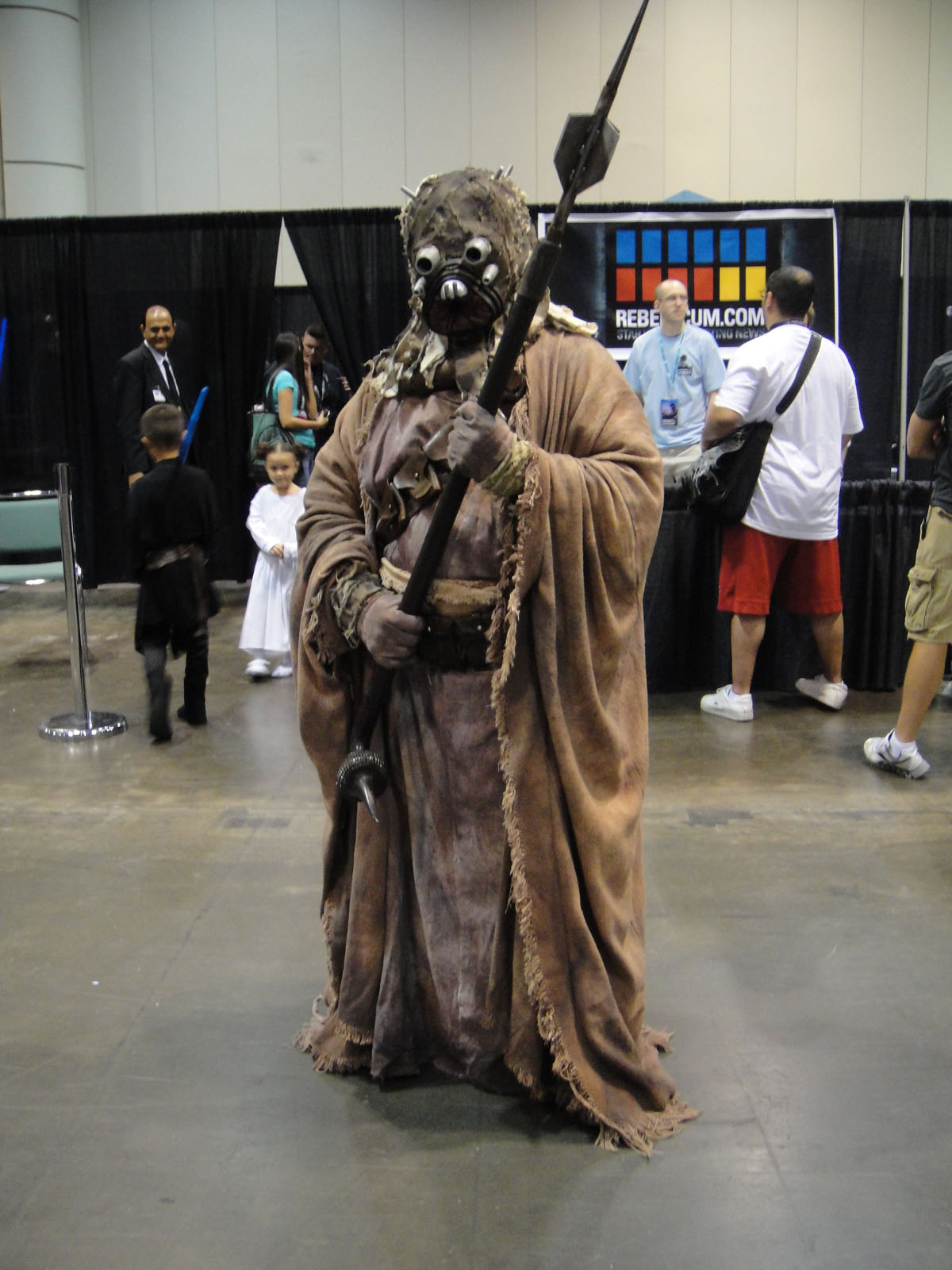
Cosplay d'un tusken.

- Le tusken ou homme des sables est une espèce intelligente de l'univers « Officiel » et de l'univers « Légendes » présente notamment dans les films La Menace fantôme, L'Attaque des clones, Un nouvel espoir. Originaire de Tatooine, il s'agit d'un humanoïde nomade ayant la réputation de se montrer hostile envers les étrangers et de considérer que la technologie ne doit pas être utilisée. Ses bandages et ses vêtements épais le protègent des deux soleils de la planète. Il survit dans des déserts si chauds que les humains ne pourraient pas y vivre[202],[c 17],[d 27],[e 31],[f 128],[g 22],[h 28],[a 7],[a 8],[a 10],[a 11],[a 13],[a 39],[a 61],[a 54],[a 38],[j 6],[k 10],[l 50],[a 21],[a 22].

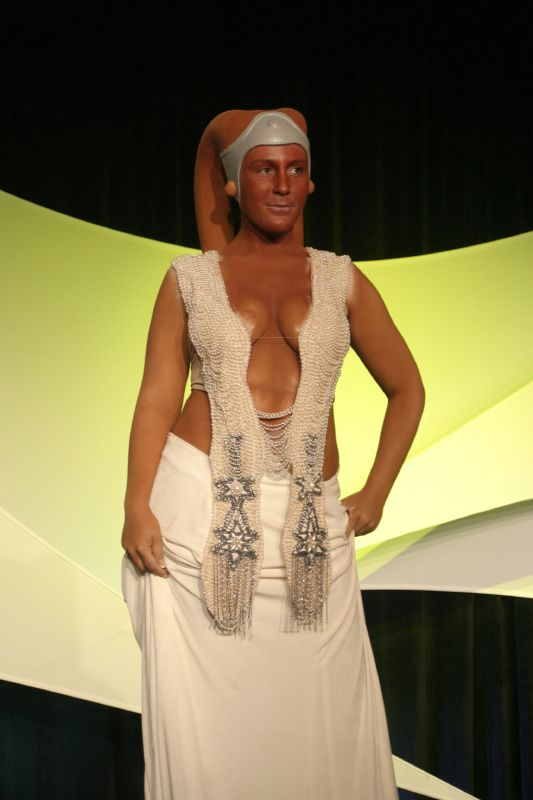
Cosplay d'une twi'lek.

- Le twi'lek ou rylothien est une espèce intelligente de l'univers « Officiel » et de l'univers « Légendes » présente notamment dans les films La Menace fantôme, L'Attaque des clones, La Revanche des Sith, Solo, Rogue One et Le Retour du Jedi. Originaire de Ryloth, il s'agit d'un être humanoïde de grande taille ayant deux longs tentacules sur la tête appelés « lekku ». La couleur de peau varie d'un individu à un autre. Il s'agit de l'une des espèces les plus répandues dans la Galaxie. Son espérance de vie est d'environ 75 ans[203],[c 17],[d 64],[f 129],[g 23],[a 7],[a 8],[a 9],[a 38],[a 21],[a 22],[a 43].
- Le tymp est une espèce animale de l'univers « Légendes ». Originaire de Serat, il s'agit d'un omnivore nocturne assez agressif[d 59].

### U
- L’ubdurien est une espèce intelligente de l'univers « Officiel » présente notamment dans le film Le Réveil de la Force. Originaire de Nag Ubdur et Ubduria, il s'agit d'un humanoïde sans nez avec un crâne chauve et des yeux noirs[204],[a 37].

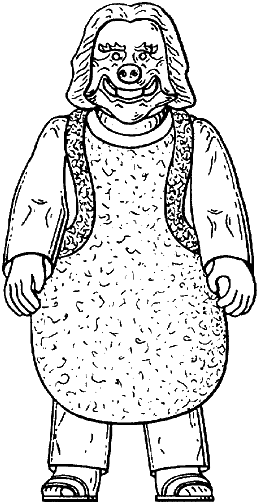
Fan art d'un ugnaught.

- Le ugnaught est une espèce intelligente de l'univers « Officiel » et de l'univers « Légendes » présente notamment dans les films L'Empire contre-attaque et Le Retour du Jedi. Originaire de Gentes et Bespin, il s'agit d'un être humanoïde dont l'apparence rappelle le porc. Son espérance de vie est d'environ deux siècles[205],[c 17],[d 65],[f 130],[h 29],[i 5],[a 8],[a 38],[a 21].
- L’umbarien est une espèce intelligente de l'univers « Officiel » et de l'univers « Légendes » présente notamment dans les films L'Attaque des clones et La Revanche des Sith. Originaire d'Umbara, il s'agit d'un humanoïde à la peau pâle et aux yeux incolores permettant de voir dans l'ultraviolet. Il est adapté au climat froid et est capable de vivre en l'absence de lumière[206],[c 1],[f 131],[k 3].
- L’utai est une espèce intelligente de l'univers « Officiel » et de l'univers « Légendes » présente notamment dans le film La Revanche des Sith. Originaire d'Utapau, il vit dans les grottes de la planète[c 1],[d 25],[f 95],[h 30].

### V
- Le varactyl ou varactyle est une espèce animale de l'univers « Officiel » et de l'univers « Légendes » présente notamment dans le film La Revanche des Sith. Originaire d'Utapau, il s'agit d'un animal mi-reptile, mi-oiseau capable de traverser des terrains accidentés à grande vitesse. Il possède un plumage bleu-vert et une puissante queue, et peut servir de monture[207],[c 13],[d 25],[e 32],[f 132],[h 31],[l 51],[a 45],[j 3].
- Le vashan est une espèce intelligente de l'univers « Légendes ». Originaire de Vasha, il est fait de chitine[d 17].
- Le vecteur de la Force est une espèce intelligente de l'univers « Officiel » et de l'univers « Légendes ». Originaire de Mortis, il s'agit d'une espèce sans forme corporelle définie, un individu prend l'apparence qu'il veut. Il possède une très grande affinité avec la Force au point d'être considéré comme un dieu[208],[a 58].
- Le ver de conduit est une espèce animale de l'univers « Officiel » et de l'univers « Légendes ». Originaire de Coruscant, il se nourrit de l’électricité des vaisseaux et des bâtiments, voire des cerveaux. Son corps se crée des membres en fonction des besoins[c 14],[k 9].
- Le ver veilleur de nuit ou terreur nocturne arconienne est une espèce animale de l'univers « Officiel » présente notamment dans le film Le Réveil de la Force. Originaire de Jakku, il s'agit d'un ver dont seule une petite partie émerge du sable et rappelle la tête d'un arcona. Il se déplace la nuit et surgit sur ses proies depuis le sol où il se cache[209],[c 14],[a 63].
- La verrue de roche est une espèce animale de l'univers « Officiel » et de l'univers « Légendes » présente notamment dans le film Le Retour du Jedi. Originaire d'Umbara, il possède une grande bouche entourée de tentacules[c 14].
- Le vixus est une espèce animale de l'univers « Officiel » et de l'univers « Légendes ». Originaire de Tatooine, elle pond des œufs dans le corps des autres créatures[c 14].
- Le vobati est une espèce intelligente de l'univers « Officiel » présente notamment dans le film Rogue One. Originaire de Vobes, il s'agit d'un humanoïde[210].
- Le vratix est une espèce intelligente de l'univers « Officiel » et de l'univers « Légendes ». Originaire de Thyferra, il s'agit d'un insecte ayant la peau vert-gris et les yeux noirs[d 66],[f 133].
- Le vulptereen est une espèce intelligente de l'univers « Officiel » et de l'univers « Légendes » présente notamment dans le film La Menace fantôme. Son origine est inconnue, il s'agit d'un humanoïde reptilien ayant six excroissances sur son museau. Dans l'univers « Légendes », il est originaire de Vulpter[f 134].
- Le vulptex ou vulptice est une espèce animale de l'univers « Officiel » présente notamment dans le film Les Derniers Jedi. Originaire de Crait, il s'agit d'un animal ressemblant au renard et possédant une fourrure blanche faite d'éclats de cristal[211],[l 52],[a 63].
- Le vurk est une espèce intelligente de l'univers « Officiel » et de l'univers « Légendes » présente notamment dans les films L'Attaque des clones et La Revanche des Sith. Originaire de Sembla, il s'agit d'un humanoïde reptilien ayant une crête osseuse sur le crâne ainsi qu'une peau épaisse et verte[212],[c 1],[f 135].
- Le vuvrien est une espèce intelligente de l'univers « Officiel » et de l'univers « Légendes » présente notamment dans le film Un nouvel espoir. Originaire de Vurdon Ka, il s'agit d'un humanoïde avec une tête rappelant celle d'un insecte[213].

### W

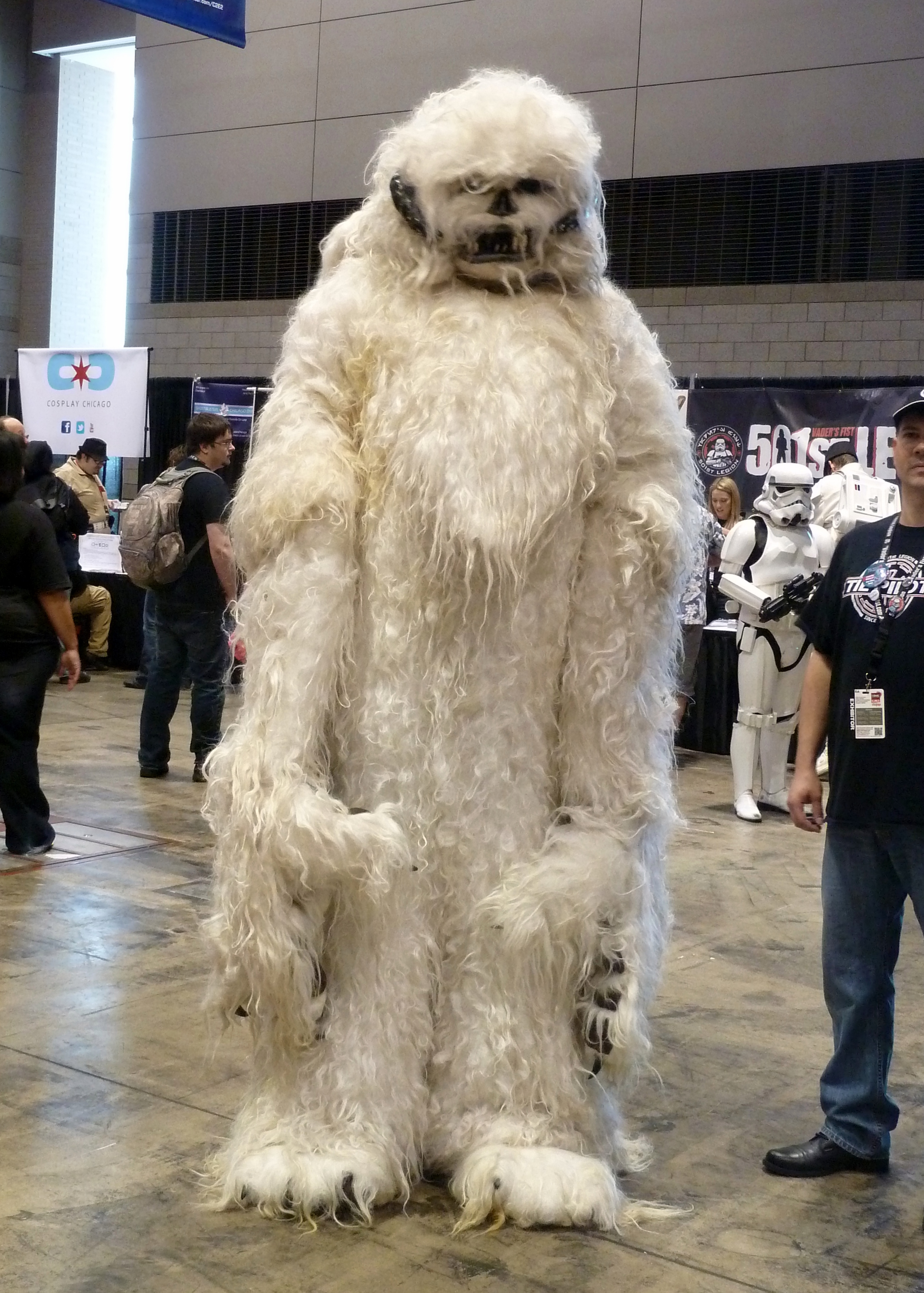
Cosplay d'un wampa.

- Le wampa est une espèce animale de l'univers « Officiel » et de l'univers « Légendes » présente notamment dans le film L'Empire contre-attaque. Originaire de Hoth, il s'agit d'un prédateur vivant dans les grottes, où il apporte les proies assommées préalablement[214],[c 8],[d 61],[e 33],[f 136],[g 24],[h 32],[l 53],[a 10],[a 45],[a 13],[a 59],[j 2],[a 43].
- Le weequay est une espèce intelligente de l'univers « Officiel » et de l'univers « Légendes » présente notamment dans les films La Menace fantôme, L'Attaque des clones, The Clone Wars, La Revanche des Sith et Un nouvel espoir. Originaire de Sriluur, il s'agit d'un humanoïde possédant une peau dense et ridée de couleur brune. Son espérance de vie est d'environ 90 ans[215],[c 5],[f 137],[a 8],[a 46],[a 38],[j 5],[a 21].
- Le whiphid est une espèce intelligente de l'univers « Officiel » et de l'univers « Légendes » présente notamment dans les films L'Attaque des clones et Un nouvel espoir. Originaire de Toola, il s'agit d'un humanoïde possédant une épaisse fourrure qui le protège du froid. Il peut mesurer jusqu'à deux mètres cinquante et a au niveau de la bouche, deux défenses pointues[216],[c 6],[f 138],[g 11],[h 33].
- Le wol cabasshite est une espèce intelligente de l'univers « Officiel » et de l'univers « Légendes » présente notamment dans le film Le Retour du Jedi. Son origine est inconnue, il est souvent confondu avec de la vermine[c 1].
- Le womback est une espèce animale de l'univers « Légendes ». Originaire de Parada, il s'agit d'un herbivore géant[d 19].

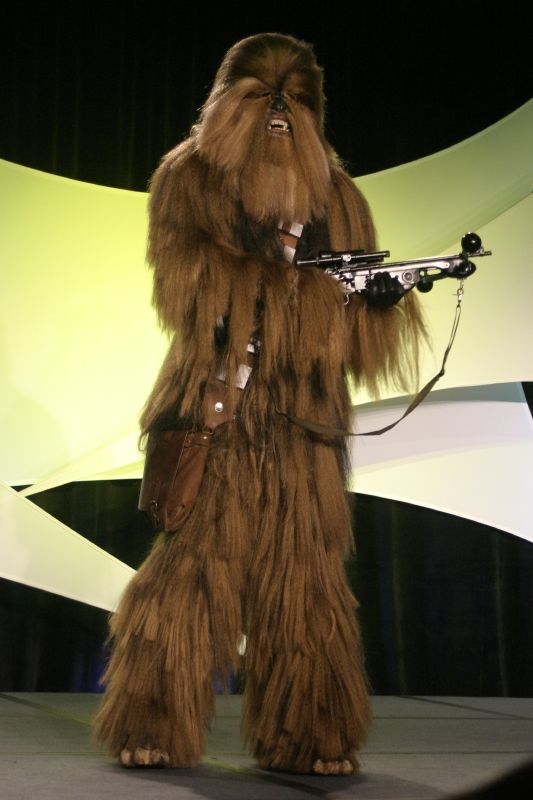
Cosplay de Chewbacca, un wookiee.

- Le wookiee est une espèce intelligente de l'univers « Officiel » et de l'univers « Légendes » présente notamment dans les films La Menace fantôme, La Revanche des Sith, Solo, Un nouvel espoir, L'Empire contre-attaque, Le Retour du Jedi, Le Réveil de la Force, Les Derniers Jedi et L'Ascension de Skywalker. Originaire de Kashyyyk, il s'agit d'un humanoïde recouvert d'une épaisse fourrure, doté de griffes et mesurant plus de deux mètres cinquante. Il peut vivre plusieurs siècles et est doté d'une grande force physique. Il fait partie des espèces les plus fiables et les plus fidèles de la Galaxie. Son espérance de vie est d'environ 400 ans[217],[c 6],[d 67],[f 139],[a 7],[a 8],[a 9],[a 10],[a 59],[a 11],[a 38],[a 21],[a 22],[a 43].
- Le worrt est une espèce animale de l'univers « Officiel » et de l'univers « Légendes » présente notamment dans les films Le Retour du Jedi et Le Réveil de la Force. Originaire de Tatooine, il s'agit d'un animal vivant dans le désert et se nourrissant d'insectes et de lézards. Il possède des petites pattes qui peuvent se cacher dans le sol, lui permettant de se confondre avec les rochers[218],[c 3],[d 27].

### X
- Le xandu est une espèce animale de l'univers « Officiel » et de l'univers « Légendes ». Originaire de Iego, il s'agit d'un prédateur volant ayant la peau marron, quatre ailes ainsi que deux bras et des jambes se terminant par des griffes[219],[c 15].
- Le xexto est une espèce intelligente de l'univers « Officiel » et de l'univers « Légendes » présente notamment dans le film La Menace fantôme. Originaire de Troiken, il possède six membres filiformes lui permettant d'être agile[220],[c 6],[f 99].

### Y
- Le yarkora est une espèce intelligente de l'univers « Officiel » et de l'univers « Légendes » présente notamment dans le film Le Retour du Jedi. Son origine est inconnue, il s'agit d'un humanoïde ayant un imposant visage, un long nez avec de larges narines et une légère fourrure[f 140],[a 8].
- Le yevetha est une espèce intelligente de l'univers « Légendes ». Originaire de N'zoth, il s'agit d'un humanoïde reptilien ayant de petites crêtes sur le front ainsi qu'une griffe rétractable dans chaque main[d 68],[f 141].
- Le yuuzhan vong est une espèce intelligente de l'univers « Légendes ». Originaire de Yuuzhan'tar, une planète située dans une autre galaxie, et pénétrant pour la première fois dans la galaxie de Star Wars en 25 ap. BY[d 19],[f 142], il s'agit d'un humanoïde ressemblant à l'humain, il a cependant moins de cheveux et son front est en pente. Son espérance de vie est d'environ 75 ans[f 142],[g 25],[a 9],[a 10],[a 38],[a 21],[a 24].
- Le yuzzum est une espèce intelligente de l'univers « Officiel » et de l'univers « Légendes » présente notamment dans le film Le Retour du Jedi. Originaire d'Endor, il s'agit d'un humanoïde possédant de longues jambes qui lui permettent de courir vite. Il s'exprime d'une manière assimilable à du chant[221],[c 6],[d 32],[f 143],[g 11],[a 7],[a 8],[a 38],[a 21],[a 22].

### Z

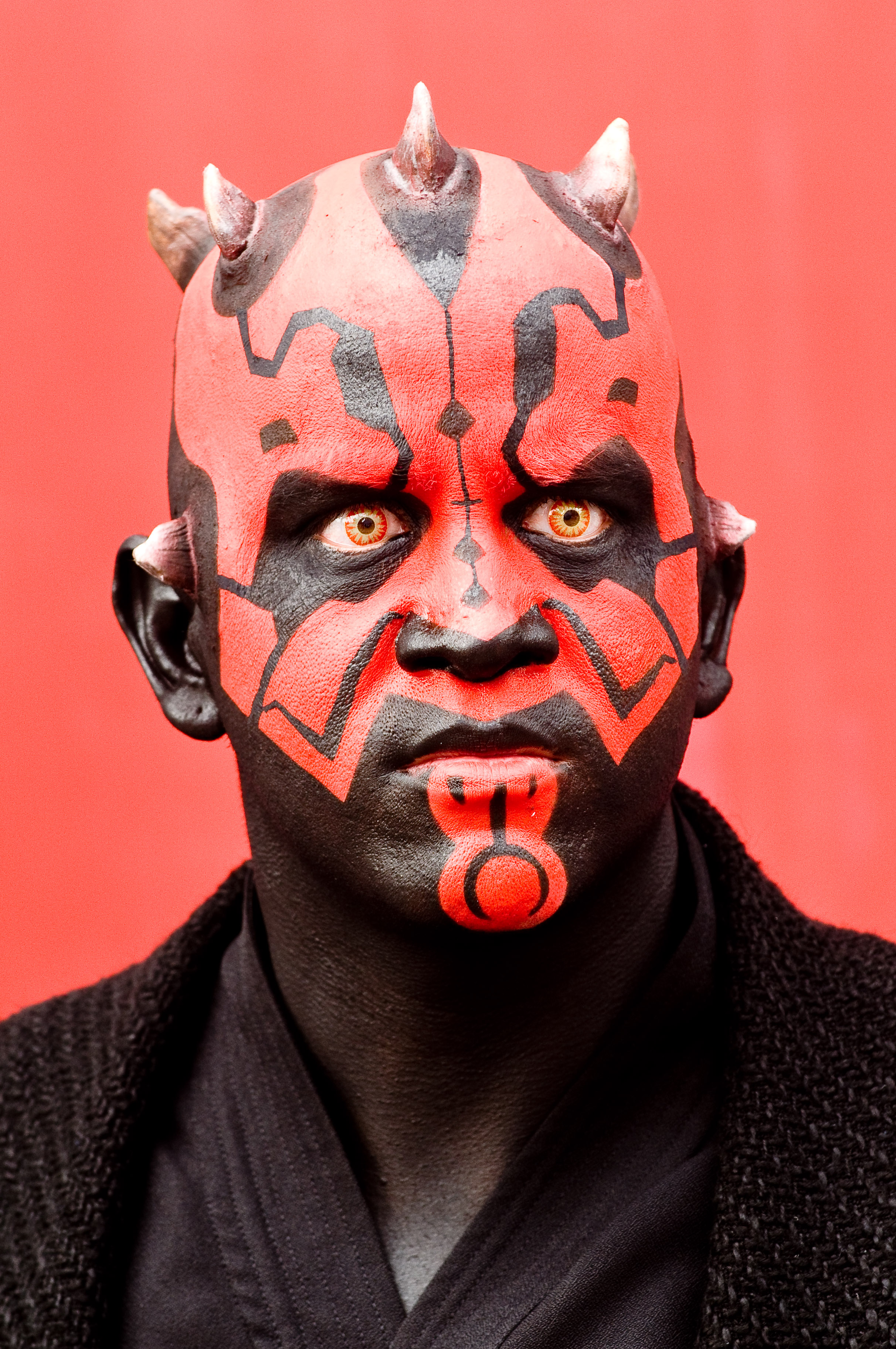
Cosplay de Dark Maul, un zabrak.

- Le zabrak est une espèce intelligente de l'univers « Officiel » et de l'univers « Légendes » présente notamment dans les films La Menace fantôme, L'Attaque des clones, La Revanche des Sith et Solo. Originaire de Dathomir et d'Iridonia, il s'agit d'un humanoïde ayant des cornes sur le crâne. Son espérance de vie est de près de deux siècles. Le zabrak dathomirien descend du zabrak iridonien[222],[c 2],[f 144],[g 2],[a 7],[a 8],[a 9],[a 10],[a 11],[a 12],[a 39],[a 61],[a 38],[a 21],[a 22],[a 43].
- Le zarian est une espèce intelligente de l'univers « Légendes ». Originaire de Zaria, il s'agit d'un amphibien humanoïde[d 16].
- Le zeltron est une espèce intelligente de l'univers « Officiel » et de l'univers « Légendes ». Son origine est inconnue, il s'agit d'un humanoïde à la peau rose. Dans l'univers « Légendes », il est originaire de Zeltros[f 145],[a 9].
- Le zygerrien est une espèce intelligente de l'univers « Officiel » et de l'univers « Légendes ». Originaire de Zygerria, il s'agit d'un humanoïde doté d'une importante force ayant visage angulaire[c 5],[a 55],[b 5].

- Haut – A
- B
- C
- D
- E
- F
- G
- H
- I
- J
- K
- L
- M
- N
- O
- P
- Q
- R
- S
- T
- U
- V
- W
- X
- Y
- Z